# قائمة الجوائز والترشيحات التي تلقتها ريانا
هذه هي قائمة شاملة لجوائز وترشيحات التي فازت بها المغنية البربادوسية ريانا, تتألف من 237 جائزة من 580 ترشيح. جوائزها في الغالب من فئات البوب، آر أند بي والهيب-هوب.

## جوائز الموسيقى الأمريكية
جوائز الموسيقى الأمريكية هو حفل توزيع جوائز سنوياً أنشأها ديك كلارك في عام 1973. تلقت ريانا 8 جوائز من 15 ترشيحاً.
| السنة | البلد المضيف                    | الترشيح                         | الفئة                           | النتيجة | المصادر |
| 2007  |                                 | ريانا (نفسها)                   | فنانة السول/الآر أند بي المفضلة | فوز     | [ 1 ]   |
| 2008  | فنانة البوب/الروك المفضلة       | ريانا (نفسها)                   | فوز                             | [ 2 ]   |         |
| 2008  | فنانة السول/الآر أند بي المفضلة | ريانا (نفسها)                   | فوز                             | [ 2 ]   |         |
| 2010  | فنانة السول/الآر أند بي المفضلة | ريانا (نفسها)                   | فوز                             | [ 3 ]   |         |
| 2011  | لاود                            | ألبوم السول/الآر أند بي المفضل  | فوز                             | [ 4 ]   |         |
| 2011  | لاود                            | ألبوم البوب/الروك المفضل        | رُشِّح                             | [ 4 ]   |         |
| 2011  | ريانا (نفسها)                   | فنانة السول/الآر أند بي المفضلة | رُشِّح                             | [ 4 ]   |         |
| 2012  | ريانا (نفسها)                   | فنانة السول/الآر أند بي المفضلة | رُشِّح                             | [ 5 ]   |         |
| 2012  | ريانا (نفسها)                   | فنان السنة                      | رُشِّح                             | [ 5 ]   |         |
| 2012  | ريانا (نفسها)                   | فنانة البوب/الروك المفضلة       | رُشِّح                             | [ 5 ]   |         |
| 2012  | تاك ذات تاك                     | ألبوم السول/الآر أند بي المفضل  | فوز                             | [ 5 ]   |         |
| 2013  | ريانا (نفسها)                   | جائزة الآيكون                   | فوز                             | [ 6 ]   |         |
| 2013  | ريانا (نفسها)                   | فنان السنة                      | رُشِّح                             | [ 6 ]   |         |
| 2013  | ريانا (نفسها)                   | فنانة البوب/الروك المفضلة       | رُشِّح                             | [ 6 ]   |         |
| 2013  | ريانا (نفسها)                   | فنانة السول/الآر أند بي المفضلة | فوز                             | [ 6 ]   |         |
| 2013  | أنبولجتك                        | ألبوم السول/الآر أند بي المفضل  | رُشِّح                             | [ 6 ]   |         |
| ----- | ------------------------------- | ------------------------------- | ------------------------------- | ------- | ------- |

## جوائز أريا الموسيقية
جوائز رابطة صناعة التسجيلات الأسترالية الموسيقية (المعروفة باسم جوائز أريا الموسيقية أو جوائز أريا) هو عبارة عن سلسلة من ليال تحتفل بمناسبة صناعة الموسيقى الأسترالية، الذي تم عقدها بواسطة رابطة سناعة التسجيلات الأسترالية (أريا). وقد عقد هذا الحدث سنوياً من عام 1987. تلقت ريانا ترشيح واحد.
| السنة | البلد المضيف | الترشيح       | الفئة                       | النتيجة | المصادر |
| 2011  |              | ريانا (نفسها) | الفنان العالمي الأكثر شعبية | رُشِّح     | [ 7 ]   |
| ----- | ------------ | ------------- | --------------------------- | ------- | ------- |

## جوائز آيسكاب الموسيقية
الجمعية الأمريكية للملحنين والمؤلفين والناشرين (آيسكاب) هي منظمة أمريكية غير هادفة للربح (برو) التي تحمي حقوق التأليف والنشر لأعضائها الموسيقيون من خلال مراقبة الأداء العلني للموسيقى، سواء عن طريق البث أو العروض المباشرة, وتعويضهم وفقاً لذلك. تقوم آيسكاب بتكريم كبار أعضاء في سلسلة من الجوائز السنوية تتكون من سبع فئات مختلفة للموسيقى ومن هذه الفئات البوب والرذم أند سول.

### جوائز آيسكاب بوب الموسيقية
تلقت ريانا 19 جائزة.
| السنة | البلد المضيف                 | الترشيح       | الفئة                | النتيجة | المصادر |
| 2006  |                              | بون دي ريبلاي | الأغنية الأكثر أداءاً | فوز     | [ 8 ]   |
| 2007  | أنفيثفل                      | فوز           | الأغنية الأكثر أداءاً | [ 9 ]   |         |
| 2008  | هيت ذات آي لوف يو (مع ني-يو) | فوز           | الأغنية الأكثر أداءاً | [ 10 ]  |         |
| 2008  | أمبريلا (مع جي-زي)           | فوز           | الأغنية الأكثر أداءاً | [ 10 ]  |         |
| 2009  | دستربيا                      | فوز           | الأغنية الأكثر أداءاً | [ 11 ]  |         |
| 2009  | تيك آ باو                    | فوز           | الأغنية الأكثر أداءاً | [ 11 ]  |         |
| 2009  | دونت ستوب ذا ميوزك           | فوز           | الأغنية الأكثر أداءاً | [ 11 ]  |         |
| 2009  | لف يور لايف (مع تي.آي.)      | فوز           | الأغنية الأكثر أداءاً | [ 11 ]  |         |
| 2010  | لف يور لايف (مع تي.آي.)      | فوز           | الأغنية الأكثر أداءاً | [ 12 ]  |         |
| 2011  | رود بوي                      | فوز           | الأغنية الأكثر أداءاً | [ 13 ]  |         |
| 2011  | أونلي قيرل (إن ذا وورلد)     | فوز           | الأغنية الأكثر أداءاً | [ 13 ]  |         |
| 2012  | أونلي قيرل (إن ذا وورلد)     | فوز           | الأغنية الأكثر أداءاً | [ 14 ]  |         |
| 2012  | واتز ماي نيم؟ (مع دريك)      | فوز           | الأغنية الأكثر أداءاً | [ 14 ]  |         |
| 2012  | إس أند إم                    | فوز           | الأغنية الأكثر أداءاً | [ 14 ]  |         |
| 2012  | وي فوند لوف (مع كالفن هارس)  | فوز           | الأغنية الأكثر أداءاً | [ 14 ]  |         |
| 2013  | وي فوند لوف (مع كالفن هارس)  | فوز           | الأغنية الأكثر أداءاً | [ 15 ]  |         |
| 2013  | تيك كير (مع دريك)            | فوز           | الأغنية الأكثر أداءاً | [ 15 ]  |         |
| 2013  | وير هاف يو بين               | فوز           | الأغنية الأكثر أداءاً | [ 15 ]  |         |
| 2013  | دايموندز                     | فوز           | الأغنية الأكثر أداءاً | [ 15 ]  |         |
| ----- | ---------------------------- | ------------- | -------------------- | ------- | ------- |

### جوائز آيسكاب رذم أند سول الموسيقية
تلقت ريانا 10 جائزة.
| السنة | البلد المضيف                     | الترشيح                      | الفئة                        | النتيجة | المصادر |
| 2008  |                                  | أمبريلا (مع جي-زي)           | أفضل أغنية آر أند بي/هيب-هوب | فوز     | [ 16 ]  |
| 2009  | تيك آ باو                        | فوز                          | أفضل أغنية آر أند بي/هيب-هوب | [ 17 ]  |         |
| 2010  | لف يور لايف (مع تي.آي.)          | فوز                          | أفضل أغنية آر أند بي/هيب-هوب | [ 18 ]  |         |
| 2010  | لف يور لايف (مع تي.آي.)          | أفضل أغنية راب               | فوز                          | [ 18 ]  |         |
| 2010  | رن ذس تاون (مع جي-زي وكاني ويست) | أفضل أغنية راب               | فوز                          | [ 18 ]  |         |
| 2011  | رود بوي                          | أفضل أغنية آر أند بي/هيب-هوب | فوز                          | [ 19 ]  |         |
| 2012  | واتز ماي نيم؟ (مع دريك)          | أفضل أغنية آر أند بي/هيب-هوب | فوز                          | [ 20 ]  |         |
| 2012  | مان داون                         | أفضل أغنية آر أند بي/هيب-هوب | فوز                          | [ 20 ]  |         |
| 2013  | بيرثدي كيك                       | أفضل أغنية آر أند بي/هيب-هوب | فوز                          | [ 21 ]  |         |
| 2013  | تيك كير (مع دريك)                | أفضل أغنية راب               | فوز                          | [ 21 ]  |         |
| ----- | -------------------------------- | ---------------------------- | ---------------------------- | ------- | ------- |

## جوائز بربادوس الموسيقية
جوائز بربادوس الموسيقية هو حفل توزيع جوائز سنوياً الذي يكرم أفضل ما في الموسيقى البربادوسية. تلقت ريانا 44 جائزة من 55 ترشيحاً.
| السنة | البلد المضيف                | الترشيح                                             | الفئة                   | النتيجة | المصادر |
| 2006  |                             | ميوزك أوف ذا سن                                     | أفضل ألبوم ريغي/دانسهول | فوز     | [ 22 ]  |
| 2006  | ألبوم السنة                 | ميوزك أوف ذا سن                                     | فوز                     |         | [ 22 ]  |
| 2006  | بون دي ريبلاي               | أفضل أغنية دانس منفردة                              | فوز                     |         | [ 22 ]  |
| 2006  | بون دي ريبلاي               | أغنية السنة                                         | فوز                     |         | [ 22 ]  |
| 2006  | ريانا (نفسها)               | أفضل فنان جديد                                      | فوز                     |         | [ 22 ]  |
| 2006  | ريانا (نفسها)               | مغني السنة                                          | فوز                     |         | [ 22 ]  |
| 2006  | ريانا (نفسها)               | فنانة السنة                                         | فوز                     |         | [ 22 ]  |
| 2006  | ريانا (نفسها)               | أفضل فنانة مبيعاً لهذه السنة                         | فوز                     |         | [ 22 ]  |
| 2007  | ريانا (نفسها)               | أفضل فنانة تسجيل مبيعاً - في جميع أنحاء العالم       | فوز                     | [ 23 ]  |         |
| 2007  | ريانا (نفسها)               | مغني السنة                                          | فوز                     | [ 23 ]  |         |
| 2007  | ريانا (نفسها)               | فنانة السنة                                         | فوز                     | [ 23 ]  |         |
| 2007  | ريانا (نفسها)               | جائزة ديجيسيل لاختيار الجمهور                       | رُشِّح                     | [ 23 ]  |         |
| 2007  | إس أو إس                    | أفضل فيديو مصور - أنثى                              | رُشِّح                     | [ 23 ]  |         |
| 2007  | إس أو إس                    | أفضل أغنية دانس بوب منفردة                          | رُشِّح                     | [ 23 ]  |         |
| 2007  | أنفيثفل                     | أغنية السنة - أنثى                                  | فوز                     | [ 23 ]  |         |
| 2007  | أنفيثفل                     | أفضل أغنية سول/آر أند بي منفردة - أنثى              | فوز                     | [ 23 ]  |         |
| 2007  | أنفيثفل                     | أفضل فيديو مصور - أنثى                              | رُشِّح                     | [ 23 ]  |         |
| 2007  | آ قيرل لايك مي              | ألبوم السنة                                         | فوز                     | [ 23 ]  |         |
| 2008  | ريانا (نفسها)               | اختيار الجمهور لفنان السنة                          | فوز                     | [ 24 ]  |         |
| 2008  | ريانا (نفسها)               | فنانة السنة                                         | فوز                     | [ 24 ]  |         |
| 2008  | ريانا (نفسها)               | فنان البوب/الآر أند بي السنة                        | فوز                     | [ 24 ]  |         |
| 2008  | قوود قيرل قون باد           | ألبوم السنة                                         | فوز                     | [ 24 ]  |         |
| 2008  | دونت ستوب ذا ميوزك          | أفضل أغنية بوب/آر أند بي منفردة                     | فوز                     | [ 24 ]  |         |
| 2008  | شت أب أند درايف             | أفضل فيديو مصور - أنثى                              | فوز                     | [ 24 ]  |         |
| 2008  | أمبريلا                     | أفضل فيديو مصور - أنثى                              | رُشِّح                     | [ 24 ]  |         |
| 2008  | أمبريلا                     | أغنية السنة                                         | فوز                     | [ 24 ]  |         |
| 2009  | ريانا (نفسها)               | فنان البوب / الروك / الألتيرنتف                     | فوز                     | [ 25 ]  |         |
| 2009  | ريانا (نفسها)               | فنانة السنة                                         | فوز                     | [ 25 ]  |         |
| 2009  | لف يور لايف (مع تي.آي.)     | أفضل تعاون                                          | فوز                     | [ 25 ]  |         |
| 2009  | دستربيا                     | أغنية السنة                                         | رُشِّح                     | [ 25 ]  |         |
| 2009  | دستربيا                     | فيديو السنة - أنثى                                  | فوز                     | [ 25 ]  |         |
| 2009  | تيك آ باو                   | فيديو السنة - أنثى                                  | رُشِّح                     | [ 25 ]  |         |
| 2010  | ريانا (نفسها)               | فنان البوب / الروك / الألتيرنتف                     | رُشِّح                     | [ 26 ]  |         |
| 2010  | ريانا (نفسها)               | فنان السنة                                          | رُشِّح                     | [ 26 ]  |         |
| 2010  | ريانا (نفسها)               | فنان العقد                                          | فوز                     | [ 26 ]  |         |
| 2010  | أمبريلا (مع جي-زي)          | أغنية العقد                                         | فوز                     | [ 26 ]  |         |
| 2011  | ريانا (نفسها)               | فنان البوب / الروك / الألتيرنتف                     | فوز                     | [ 27 ]  |         |
| 2011  | ريانا (نفسها)               | فنانة السنة                                         | فوز                     | [ 27 ]  |         |
| 2011  | هارد (مع يونغ جيزي)         | أفضل أغنية السول / الآر أند بي / الهيب هوب المنفردة | رُشِّح                     | [ 27 ]  |         |
| 2011  | رود بوي                     | أغنية السنة                                         | فوز                     | [ 27 ]  |         |
| 2011  | رود بوي                     | أفضل أغنية بوب/آر أند بي منفردة                     | فوز                     | [ 27 ]  |         |
| 2011  | رود بوي                     | فيديو السنة - أنثى                                  | فوز                     | [ 27 ]  |         |
| 2011  | لوف ذا واي يو لاي           | أفضل تعاون                                          | فوز                     | [ 27 ]  |         |
| 2011  | ريتيد آر                    | ألبوم السنة                                         | فوز                     | [ 27 ]  |         |
| 2012  | ريانا (نفسها)               | فنان البوب / الروك / الألتيرنتف                     | فوز                     | [ 28 ]  |         |
| 2012  | ريانا (نفسها)               | فنانة السنة                                         | فوز                     | [ 28 ]  |         |
| 2012  | واتز ماي نيم؟ (مع دريك)     | فيديو السنة                                         | رُشِّح                     | [ 28 ]  |         |
| 2012  | أونلي قيرل (إن ذا وورلد)    | فيديو السنة                                         | فوز                     | [ 28 ]  |         |
| 2012  | أونلي قيرل (إن ذا وورلد)    | أغنية السنة                                         | فوز                     | [ 28 ]  |         |
| 2012  | لاود                        | ألبوم السنة                                         | فوز                     | [ 28 ]  |         |
| 2013  | ريانا (نفسها)               | فنان البوب / الروك / الألتيرنتف                     | فوز                     | [ 29 ]  |         |
| 2013  | ريانا (نفسها)               | فنانة السنة                                         | فوز                     | [ 29 ]  |         |
| 2013  | وي فوند لوف (مع كالفن هارس) | أغنية السنة                                         | فوز                     | [ 29 ]  |         |
| 2013  | وي فوند لوف (مع كالفن هارس) | فيديو السنة                                         | فوز                     | [ 29 ]  |         |
| 2013  | تاك ذات تاك                 | ألبوم السنة                                         | فوز                     | [ 29 ]  |         |
| ----- | --------------------------- | --------------------------------------------------- | ----------------------- | ------- | ------- |

## جوائز تي إم إف البلجيكية
حفل توزيع جوائز تي إم إف هو حفل بلجيكي يبث مباشرةً على تي إم إف (ذا ميوزك فاكتوري). تلقت ريانا جائزتين من ثمانية ترشيحات.
| السنة | البلد المضيف       | الترشيح           | الفئة             | النتيجة | المصادر |
| 2006  |                    | ريانا (نفسها)     | أفضل آيربان عالمي | فوز     | [ 30 ]  |
| 2007  | رُشِّح                | ريانا (نفسها)     | أفضل آيربان عالمي | [ 31 ]  |         |
| 2007  | أفضل بوب عالمي     | ريانا (نفسها)     | رُشِّح               | [ 31 ]  |         |
| 2007  | أفضل فنانة عالمية  | ريانا (نفسها)     | رُشِّح               | [ 31 ]  |         |
| 2007  | أمبريلا (مع جي-زي) | أفضل فيديو عالمي  | رُشِّح               | [ 31 ]  |         |
| 2007  | قوود قيرل قون باد  | أفضل ألبوم عالمي  | رُشِّح               | [ 31 ]  |         |
| 2008  | ريانا (نفسها)      | أفضل فنانة عالمية | فوز               | [ 32 ]  |         |
| 2008  | ريانا (نفسها)      | أفضل آيربان عالمي | رُشِّح               | [ 32 ]  |         |
| ----- | ------------------ | ----------------- | ----------------- | ------- | ------- |

### جوائز تي إم إف البلجيكية (هولندا)
| السنة | البلد المضيف       | الترشيح          | الفئة                | النتيجة | المصادر |
| 2006  |                    | ريانا (نفسها)    | أفضل فنان جديد عالمي | رُشِّح     | [ 33 ]  |
| 2007  | أمبريلا (مع جي-زي) | أفضل فيديو عالمي | رُشِّح                  | [ 34 ]  |         |
| ----- | ------------------ | ---------------- | -------------------- | ------- | ------- |

## جوائز بي إي تي
أنشئت جوائز بي إي تي في عام 2001 من قبل شبكة التلفزيون السوداء للترفيه للاحتفال بالأميركيين السود والأقليات الأخرى في الموسيقى، التمثيل، الرياضة، وغيرها من المجالات من وسائل الترفيه على مدار العام الماضي. يتم تقديم الجوائز سنوياً وتبث مباشرةً على قناة بي إي تي. تلقت ريانا أربع جوائز من ستة عشر ترشيحاً.
| السنة | البلد المضيف                     | الترشيح                  | الفئة          | النتيجة | المصادر |
| 2006  |                                  | ريانا (نفسها)            | أفضل فنان جديد | رُشِّح     | [ 35 ]  |
| 2008  | أفضل فنانة آر أند بي             | ريانا (نفسها)            | رُشِّح            | [ 36 ]  |         |
| 2009  | لف يور لايف (مع تي.آي.)          | جائزة اختيار المشاهد     | رُشِّح            | [ 37 ]  |         |
| 2009  | لف يور لايف (مع تي.آي.)          | أفضل تعاون               | رُشِّح            | [ 37 ]  |         |
| 2009  | لف يور لايف (مع تي.آي.)          | فيديو السنة              | فوز            | [ 37 ]  |         |
| 2010  | رن ذس تاون (مع جي-زي وكاني ويست) | فيديو السنة              | رُشِّح            | [ 38 ]  |         |
| 2010  | هارد (مع يونغ جيزي)              | جائزة اختيار المشاهد     | فوز            | [ 38 ]  |         |
| 2010  | ريانا (نفسها)                    | أفضل فنانة آر أند بي     | رُشِّح            | [ 38 ]  |         |
| 2011  | ريانا (نفسها)                    | أفضل فنانة آر أند بي     | فوز            | [ 39 ]  |         |
| 2011  | واتز ماي نيم؟ (مع دريك)          | جائزة اختيار المشاهد     | رُشِّح            | [ 39 ]  |         |
| 2011  | واتز ماي نيم؟ (مع دريك)          | أفضل تعاون               | رُشِّح            | [ 39 ]  |         |
| 2011  | أول أوف ذا لايتز (مع كاني ويست)  | أفضل تعاون               | رُشِّح            | [ 39 ]  |         |
| 2012  | ريانا (نفسها)                    | أفضل فنانة آر أند بي     | رُشِّح            | [ 40 ]  |         |
| 2013  | ريانا (نفسها)                    | أفضل فنانة آر أند بي/بوب | فوز            | [ 40 ]  |         |
| 2013  | دايموندز                         | جائزة اختيار المشاهد     | رُشِّح            | [ 40 ]  |         |
| 2013  | دايموندز                         | فيديو السنة              | رُشِّح            | [ 40 ]  |         |
| ----- | -------------------------------- | ------------------------ | -------------- | ------- | ------- |

### جوائز بي إي تي هيب هوب
جوائز بي إي تي هيب هوب هو حفل توزيع جوائز سنوياً, يبث على بي إي تي، يعرض فنانو الهيب هوب، المنتجين ومخرجو أشرطة الفيديو. بدأ الحفل في عام 2006. تلقت ريانا جائزتان من سبعة ترشيحات.
| السنة | البلد المضيف                    | الترشيح                          | الفئة       | النتيجة | المصادر |
| 2009  |                                 | لف يور لايف (مع تي.آي.)          | أغنية السنة | رُشِّح     | [ 41 ]  |
| 2009  | أفضل تعاون هيب-هوب              | لف يور لايف (مع تي.آي.)          | فوز         |         | [ 41 ]  |
| 2009  | أفضل فيديو هيب-هوب              | لف يور لايف (مع تي.آي.)          | فوز         |         | [ 41 ]  |
| 2010  | أفضل فيديو هيب-هوب              | رن ذس تاون (مع جي-زي وكاني ويست) | رُشِّح         | [ 42 ]  |         |
| 2011  | أفضل فيديو هيب-هوب              | أول أوف ذا لايتز (مع كاني ويست)  | رُشِّح         | [ 43 ]  |         |
| 2011  | أفضل فيديو هيب-هوب              | لوف ذا واي يو لاي (مع إمينم)     | رُشِّح         | [ 43 ]  |         |
| 2011  | أول أوف ذا لايتز (مع كاني ويست) | جائزة اختيار المشاهد             | رُشِّح         | [ 43 ]  |         |
| ----- | ------------------------------- | -------------------------------- | ----------- | ------- | ------- |

## جوائز بيلبورد

### جوائز بيلبورد الموسيقية
حفل توزيع جوائز بيلبورد الموسيقية تحت رعاية مجلة بيلبورد, ويقام سنوياً في ديسمبر. تلقت ريانا 11 جائزة من 44 ترشيحاً.
| السنة | البلد المضيف                 | الترشيح                    | الفئة       | النتيجة | المصادر |
| 2006  |                              | ريانا (نفسها)              | فنانة السنة | فوز     | [ 44 ]  |
| 2006  | فنان البوب 100 السنة         | ريانا (نفسها)              | فوز         |         | [ 44 ]  |
| 2006  | فنانة الهوت 100 السنة        | ريانا (نفسها)              | فوز         |         | [ 44 ]  |
| 2011  | أفضل فنان                    | ريانا (نفسها)              | رُشِّح         | [ 45 ]  |         |
| 2011  | أفضل فنانة                   | ريانا (نفسها)              | فوز         | [ 45 ]  |         |
| 2011  | أفضل فنان آر أند بي          | ريانا (نفسها)              | رُشِّح         | [ 45 ]  |         |
| 2011  | أفضل فنان هوت 100            | ريانا (نفسها)              | رُشِّح         | [ 45 ]  |         |
| 2011  | أفضل فنان دانس               | ريانا (نفسها)              | رُشِّح         | [ 45 ]  |         |
| 2011  | أفضل فنان اجتماعي            | ريانا (نفسها)              | رُشِّح         | [ 45 ]  |         |
| 2011  | أفضل أغاني ديجيتال لفنان     | ريانا (نفسها)              | رُشِّح         | [ 45 ]  |         |
| 2011  | أفضل أغاني راديو لفنان       | ريانا (نفسها)              | فوز         | [ 45 ]  |         |
| 2011  | أفضل فنان آيربلاي            | ريانا (نفسها)              | رُشِّح         | [ 45 ]  |         |
| 2011  | أفضل فنان ديجيتال ميديا      | ريانا (نفسها)              | رُشِّح         | [ 45 ]  |         |
| 2011  | لاود                         | أفضل ألبوم آر أند بي       | رُشِّح         | [ 45 ]  |         |
| 2011  | واتز ماي نيم؟ (مع دريك)      | أفضل أغنية آر أند بي       | رُشِّح         | [ 45 ]  |         |
| 2011  | لوف ذا واي يو لاي (مع إمينم) | أفضل أغنية هوت 100         | رُشِّح         | [ 45 ]  |         |
| 2011  | لوف ذا واي يو لاي (مع إمينم) | أفضل أغنية راب             | فوز         | [ 45 ]  |         |
| 2011  | لوف ذا واي يو لاي (مع إمينم) | أفضل أغنية ديجيتال         | رُشِّح         | [ 45 ]  |         |
| 2011  | لوف ذا واي يو لاي (مع إمينم) | أفضل أغنية راديو           | رُشِّح         | [ 45 ]  |         |
| 2011  | لوف ذا واي يو لاي (مع إمينم) | أفضل أغنية آيربلاي (سمعي)  | رُشِّح         | [ 45 ]  |         |
| 2011  | لوف ذا واي يو لاي (مع إمينم) | أفضل أغنية آيربلاي (فيديو) | رُشِّح         | [ 45 ]  |         |
| 2012  | ريانا (نفسها)                | أفضل فنان                  | رُشِّح         | [ 46 ]  |         |
| 2012  | ريانا (نفسها)                | أفضل فنانة                 | رُشِّح         | [ 46 ]  |         |
| 2012  | ريانا (نفسها)                | أفضل فنان آر أند بي        | رُشِّح         | [ 46 ]  |         |
| 2012  | ريانا (نفسها)                | أفضل فنان بوب              | رُشِّح         | [ 46 ]  |         |
| 2012  | ريانا (نفسها)                | أفضل فنان هوت 100          | رُشِّح         | [ 46 ]  |         |
| 2012  | ريانا (نفسها)                | أفضل فنان دانس             | رُشِّح         | [ 46 ]  |         |
| 2012  | ريانا (نفسها)                | أفضل فنان اجتماعي          | رُشِّح         | [ 46 ]  |         |
| 2012  | ريانا (نفسها)                | أفضل أغاني ديجيتال لفنان   | رُشِّح         | [ 46 ]  |         |
| 2012  | ريانا (نفسها)                | أفضل أغاني راديو لفنان     | رُشِّح         | [ 46 ]  |         |
| 2012  | ريانا (نفسها)                | أفضل فنان آيربلاي          | فوز         | [ 46 ]  |         |
| 2012  | ريانا (نفسها)                | أفضل فنان ديجيتال ميديا    | رُشِّح         | [ 46 ]  |         |
| 2012  | تاك ذات تاك                  | أفضل ألبوم آر أند بي       | رُشِّح         | [ 46 ]  |         |
| 2012  | وي فوند لوف (مع كالفن هارس)  | أفضل أغنية راديو           | رُشِّح         | [ 46 ]  |         |
| 2013  | ريانا (نفسها)                | أفضل فنان                  | رُشِّح         | [ 47 ]  |         |
| 2013  | ريانا (نفسها)                | أفضل فنانة                 | رُشِّح         | [ 47 ]  |         |
| 2013  | ريانا (نفسها)                | أفضل فنان آر أند بي        | فوز         | [ 47 ]  |         |
| 2013  | ريانا (نفسها)                | أفضل فنان هوت 100          | رُشِّح         | [ 47 ]  |         |
| 2013  | ريانا (نفسها)                | أفضل فنان اجتماعي          | رُشِّح         | [ 47 ]  |         |
| 2013  | ريانا (نفسها)                | أفضل أغاني راديو لفنان     | فوز         | [ 47 ]  |         |
| 2013  | ريانا (نفسها)                | أفضل فنان آيربلاي          | رُشِّح         | [ 47 ]  |         |
| 2013  | أنبولجتك                     | أفضل ألبوم آر أند بي       | فوز         | [ 47 ]  |         |
| 2013  | دايموندز                     | أفضل أغنية آر أند بي       | فوز         | [ 47 ]  |         |
| 2013  | وير هاف يو بين               | أفضل أغنية دانس            | رُشِّح         | [ 47 ]  |         |
| ----- | ---------------------------- | -------------------------- | ----------- | ------- | ------- |

### جوائز بيلبورد اللاتينية الموسيقية
جوائز بيلبورد اللاتينية الموسيقية هو حفل توزيع جوائز عن طريق المبيعات ونجاح البث الإذاعي من التسجيلات الموسيقية على بيلبورد. تلقت ريانا جائزة واحدة من ثلاث ترشيحات.
| السنة | البلد المضيف | الترشيح       | الفئة               | النتيجة | المصادر |
| 2011  |              | ريانا (نفسها) | فنان السنة - عالمياً | رُشِّح     | [ 48 ]  |
| 2012  | رُشِّح          | ريانا (نفسها) | فنان السنة - عالمياً | [ 49 ]  |         |
| 2013  | فوز          | ريانا (نفسها) | فنان السنة - عالمياً | [ 50 ]  |         |
| ----- | ------------ | ------------- | ------------------- | ------- | ------- |

### جوائز بيلبورد للجولات الموسيقية
أنشئت في عام 2004, جوائز بيلبورد للجولات الموسيقية هو حفل سنوي برعاية مجلة بيلبورد الذي يكرم أفضل عروض الفنانين المباشرة. تلقت ريانا ترشيحين.
| السنة | البلد المضيف                    | الترشيح       | الفئة     | النتيجة | المصادر |
| 2011  |                                 | ريانا (نفسها) | أداء جديد | رُشِّح     | [ 51 ]  |
| 2013  | جائزة اختيار المعجبين لأفضل حفل | ريانا (نفسها) | رُشِّح       | [ 52 ]  |         |
| ----- | ------------------------------- | ------------- | --------- | ------- | ------- |

## جوائز بي إم آي
تأسست بي إم آي في عام 1939 من قبل الذين يمثلون كتاب الأغاني في أنواع مختلفة من الموسيقى، مثل موسيقى الجاز، البلوز والكونتري، وحماية موسيقاهم. تعمل على ى أساس غير هادف للربح، بي إم آي هي الآن أكبر منظمة حقوق الموسيقى في الولايات المتحدة وما زالت ترعى المواهب الجديدة والموسيقى الجديدة.

### جوائز بي إم آي لندن
تلقت ريانا خمسة جوائز.
| السنة | البلد المضيف                     | الترشيح                  | الفئة                | النتيجة | المصادر |
| 2007  |                                  | بريك إت أوف (مع شون بول) | الأغاني الأكثر أداءاً | فوز     | [ 53 ]  |
| 2010  | رن ذس تاون (مع جي-زي وكاني ويست) | فوز                      | الأغاني الأكثر أداءاً | [ 54 ]  |         |
| 2011  | رود بوي                          | فوز                      | الأغاني الأكثر أداءاً | [ 55 ]  |         |
| 2011  | أونلي قيرل (إن ذا وورلد)         | فوز                      | الأغاني الأكثر أداءاً | [ 55 ]  |         |
| 2012  | إس أند إم                        | فوز                      | الأغاني الأكثر أداءاً | [ 56 ]  |         |
| ----- | -------------------------------- | ------------------------ | -------------------- | ------- | ------- |

### جوائز بي إم آي بوب
تلقت ريانا 14 جائزة.
| السنة | البلد المضيف                 | الترشيح       | الفئة                | النتيجة | المصادر |
| 2006  |                              | بون دي ريبلاي | الأغاني الأكثر أداءاً | فوز     | [ 57 ]  |
| 2007  | إس أو إس                     | فوز           | الأغاني الأكثر أداءاً | [ 58 ]  |         |
| 2007  | أنفيثفل                      | فوز           | الأغاني الأكثر أداءاً | [ 58 ]  |         |
| 2008  | بريك إت أوف (مع شون بول)     | فوز           | الأغاني الأكثر أداءاً | [ 59 ]  |         |
| 2009  | دونت ستوب ذا ميوزك           | فوز           | الأغاني الأكثر أداءاً | [ 60 ]  |         |
| 2009  | هيت ذات آي لوف يو (مع ني-يو) | فوز           | الأغاني الأكثر أداءاً | [ 60 ]  |         |
| 2010  | دستربيا                      | فوز           | الأغاني الأكثر أداءاً | [ 61 ]  |         |
| 2010  | لف يور لايف (مع تي.آي.)      | فوز           | الأغاني الأكثر أداءاً | [ 61 ]  |         |
| 2011  | لوف ذا واي يو لاي (مع إمينم) | فوز           | الأغاني الأكثر أداءاً | [ 62 ]  |         |
| 2012  | رود بوي                      | فوز           | الأغاني الأكثر أداءاً | [ 63 ]  |         |
| 2012  | أونلي قيرل (إن ذا وورلد)     | فوز           | الأغاني الأكثر أداءاً | [ 63 ]  |         |
| 2012  | واتز ماي نيم؟ (مع دريك)      | فوز           | الأغاني الأكثر أداءاً | [ 63 ]  |         |
| 2012  | إس أند إم                    | فوز           | الأغاني الأكثر أداءاً | [ 63 ]  |         |
| 2013  | وير هاف يو بين               | فوز           | الأغاني الأكثر أداءاً | [ 64 ]  |         |
| ----- | ---------------------------- | ------------- | -------------------- | ------- | ------- |

### جوائز بي إم آي آيربان
تلقت ريانا 10 جائزة.
| السنة | البلد المضيف                     | الترشيح       | الفئة                | النتيجة | المصادر |
| 2006  |                                  | بون دي ريبلاي | الأغاني الأكثر أداءاً | فوز     | [ 65 ]  |
| 2009  | لف يور لايف (مع تي.آي.)          | فوز           | الأغاني الأكثر أداءاً | [ 66 ]  |         |
| 2010  | لف يور لايف (مع تي.آي.)          | فوز           | الأغاني الأكثر أداءاً | [ 67 ]  |         |
| 2010  | رن ذس تاون (مع جي-زي وكاني ويست) | فوز           | الأغاني الأكثر أداءاً | [ 67 ]  |         |
| 2011  | رود بوي                          | فوز           | الأغاني الأكثر أداءاً | [ 68 ]  |         |
| 2011  | لوف ذا واي يو لاي (مع إمينم)     | فوز           | الأغاني الأكثر أداءاً | [ 68 ]  |         |
| 2012  | فلاي (مع نيكي مناج)              | فوز           | الأغاني الأكثر أداءاً | [ 69 ]  |         |
| 2012  | واتز ماي نيم؟ (مع دريك)          | فوز           | الأغاني الأكثر أداءاً | [ 69 ]  |         |
| 2013  | بيرثدي كيك                       | فوز           | الأغاني الأكثر أداءاً | [ 70 ]  |         |
| 2013  | بور إت أب                        | فوز           | الأغاني الأكثر أداءاً | [ 70 ]  |         |
| ----- | -------------------------------- | ------------- | -------------------- | ------- | ------- |

## جوائز برافو أوتو
برافو أوتو هي الجائزة الألمانية التي تكرم المتميزين في مجال السينما، التلفزيون والموسيقى. تلقت ريانا جائزتين من تسعة ترشيحات
| السنة | البلد المضيف                | الترشيح           | الفئة             | النتيجة | المصادر |
| 2009  |                             | ريانا (نفسها)     | أفضل فنانة عالمية | رُشِّح     | [ 71 ]  |
| 2009  | دستربيا                     | فيديو السنة       | رُشِّح               |         | [ 71 ]  |
| 2010  | ريانا (نفسها)               | أفضل فنانة عالمية | رُشِّح               | [ 72 ]  |         |
| 2010  | رشن روليت                   | فيديو السنة       | رُشِّح               | [ 72 ]  |         |
| 2011  | ريانا (نفسها)               | أفضل فنانة عالمية | فوز               | [ 73 ]  |         |
| 2012  | ريانا (نفسها)               | أفضل فنانة عالمية | رُشِّح               | [ 74 ]  |         |
| 2012  | وي فوند لوف (مع كالفن هارس) | فيديو السنة       | رُشِّح               | [ 74 ]  |         |
| 2013  | ريانا (نفسها)               | أفضل فنانة عالمية | فوز               | [ 75 ]  |         |
| 2013  | دايموندز                    | فيديو السنة       | رُشِّح               | [ 75 ]  |         |
| ----- | --------------------------- | ----------------- | ----------------- | ------- | ------- |

## جوائز بريت
حفل توزيع جوائز بريت هي جوائز لموسيقى البوب السنوية من قبل صناعة التسجيلات البريطانية. تلقت ريانا جائزتين من ستة ترشيحات.
| السنة | البلد المضيف                   | الترشيح                           | الفئة                    | النتيجة | المصادر |
| 2008  |                                | ريانا (نفسها)                     | أفضل فنانة عالمية منفردة | رُشِّح     | [ 76 ]  |
| 2010  | رُشِّح                            | ريانا (نفسها)                     | أفضل فنانة عالمية منفردة |         | [ 76 ]  |
| 2011  | فوز                            | ريانا (نفسها)                     | أفضل فنانة عالمية منفردة |         | [ 76 ]  |
| 2012  | فوز                            | ريانا (نفسها)                     | أفضل فنانة عالمية منفردة |         | [ 76 ]  |
| 2013  | رُشِّح                            | ريانا (نفسها)                     | أفضل فنانة عالمية منفردة | [ 77 ]  |         |
| 2013  | برنسس أوف تشاينا (مع كولدبلاي) | الأغنية المنفردة البريطانية السنة | رُشِّح                      | [ 77 ]  |         |
| ----- | ------------------------------ | --------------------------------- | ------------------------ | ------- | ------- |

## جوائز بي تي الرقمية الموسيقية
تم إنشاء جوائز بي تي الرقمية الموسيقية (دي إم أي) في المملكة المتحدة في عام 2001 وتقام سنوياً. تلقت ريانا جائزة واحدة من خمسة ترشيحات.
| السنة | البلد المضيف                   | الترشيح                        | الفئة      | النتيجة | المصادر |
| 2007  |                                | ريانا (نفسها)                  | فنان السنة | رُشِّح     | [ 78 ]  |
| 2007  | أفضل حملة للجوال               | ريانا (نفسها)                  | رُشِّح        |         | [ 78 ]  |
| 2010  | أفضل فنان عالمي فردي أو مجموعة | ريانا (نفسها)                  | رُشِّح        | [ 79 ]  |         |
| 2010  | أفضل حفلة                      | نوكيا تقدم ريانا لايف          | فوز        | [ 79 ]  |         |
| 2011  | ريانا (نفسها)                  | أفضل فنان عالمي فردي أو مجموعة | رُشِّح        | [ 80 ]  |         |
| ----- | ------------------------------ | ------------------------------ | ---------- | ------- | ------- |

## جوائز موسيقى الراديو الكندية
جوائز موسيقى الراديو الكندية هي سلسلة من الجوائز السنوية التي تقدمها الجمعية الكندية للمذيعين التي تشكل جزءاً من أسبوع الموسيقى الكندية. تلقت ريانا جائزة واحدة من ترشيح واحد.
| السنة | البلد المضيف | الترشيح       | الفئة                 | النتيجة | المصادر |
| 2013  |              | ريانا (نفسها) | أفضل فنان عالمي منفرد | فوز     | [ 81 ]  |
| ----- | ------------ | ------------- | --------------------- | ------- | ------- |

## جوائز كبريش
حفل توزيع جوائز كبريش يتم منحها من قبل المجلة البرازيلية «كبريش», منذ 2001. تلقت ريانا جائزتين من ثمانية ترشيحات.
| السنة | البلد المضيف  | الترشيح                     | الفئة             | النتيجة | المصادر |
| 2007  |               | أمبريلا (مع جي-زي)          | أفضل أغنية عالمية | فوز     | [ 82 ]  |
| 2007  | ريانا (نفسها) | أفضل فنانة عالمية           | فوز               |         | [ 82 ]  |
| 2008  | ريانا (نفسها) | أفضل فنانة عالمية           | رُشِّح               | [ 83 ]  |         |
| 2010  | ريانا (نفسها) | ديفا السنة                  | رُشِّح               | [ 84 ]  |         |
| 2011  | إس أند إم     | أفضل فيديو كليب             | رُشِّح               | [ 85 ]  |         |
| 2012  | ريانا (نفسها) | أفضل فنانة عالمية           | رُشِّح               | [ 85 ]  |         |
| 2012  | باهومت السنة  | إنستجرام ريانا المثير للجدل | رُشِّح               | [ 85 ]  |         |
| 2013  | ريانا (نفسها) | أفضل إنستجرام               | رُشِّح               | [ 86 ]  |         |
| ----- | ------------- | --------------------------- | ----------------- | ------- | ------- |

## جوائز ديترويت الموسيقية
جوائز ديترويت الموسيقية هو حفل توزيع الجوائز السنوية المقدمة من قبل مؤسسة موتور سيتي للموسيقى، تم إنشاؤها في عام 1998. تلقت ريانا ترشيحين.
| السنة | البلد المضيف                                      | الترشيح                      | الفئة                             | النتيجة | المصادر |
| 2011  |                                                   | لوف ذا واي يو لاي (مع إمينم) | الأغنية المنفردة الوطنية المتميزة | رُشِّح     | [ 87 ]  |
| 2011  | فيديو متميز / ميزانية ضخمة (أكثر من 10,000 دولار) | لوف ذا واي يو لاي (مع إمينم) | رُشِّح                               |         | [ 87 ]  |
| ----- | ------------------------------------------------- | ---------------------------- | --------------------------------- | ------- | ------- |

## جوائز إيكو
حفل توزيع جوائز إيكو هي جوائز ألمانية للموسيقى التي تم إنشاؤها في عام 1992. يتم تحديد الفائز في كل عام من حيث المبيعات في السنة السابقة. تلقت ريانا أربعة ترشيحات.
| السنة | البلد المضيف  | الترشيح                   | الفئة       | النتيجة | المصادر |
| 2008  |               | أمبريلا (مع جي-زي)        | أغنية السنة | رُشِّح     | [ 88 ]  |
| 2008  | ريانا (نفسها) | أفضل فنانة روك/بوب عالمية | رُشِّح         |         | [ 88 ]  |
| 2011  | ريانا (نفسها) | أفضل فنانة روك/بوب عالمية | رُشِّح         |         | [ 88 ]  |
| 2013  | دايموندز      | أغنية السنة               | رُشِّح         |         | [ 88 ]  |
| ----- | ------------- | ------------------------- | ----------- | ------- | ------- |

## جوائز إيما
جوائز إيما يتم استضافتها سنوياً من قبل مبيعات الموسيقى، الاتحاد الكبير لصناعة الموسيقى الفنلندية، للاعتراف بالإنجازات في صناعة الموسيقى الفنلندية. تلقت ريانا ترشيحين.
| السنة | البلد المضيف | الترشيح       | الفئة               | النتيجة | المصادر |
| 2008  |              | ريانا (نفسها) | فنان السنة - عالمياً | رُشِّح     | [ 89 ]  |
| 2012  | رُشِّح          | ريانا (نفسها) | فنان السنة - عالمياً | [ 90 ]  |         |
| ----- | ------------ | ------------- | ------------------- | ------- | ------- |

## جوائز مجلة غلامور لأمرأة السنة
كل يونيو، المجلة تحي جوائز غلامور لامرأة السنة التي تعترف بالنساء في نظر الرأي العام. تلقت ريانا جائزة واحدة.
| السنة | البلد المضيف | الترشيح       | الفئة       | النتيجة | المصادر |
| 2009  |              | ريانا (نفسها) | امرأة السنة | فوز     | [ 91 ]  |
| ----- | ------------ | ------------- | ----------- | ------- | ------- |

## جائزة التوتة الذهبية
جائزة التوتة الذهبية معروفة أيضا باسم الـ«راتسيز» هي جائزة سنوية نقيض الأوسكار وتعطى لأسوأ فيلم وأسوأ ممثلين. تلقت ريانا جائزة واحدة من ترشيحين.
| السنة | البلد المضيف             | الترشيح | الفئة             | النتيجة | المصادر |
| 2013  |                          | باتلشيب | أسوأ ممثلة مساعدة | فوز     | [ 92 ]  |
| 2013  | أسوأ فريق عمل على الشاشة | باتلشيب | رُشِّح               |         | [ 92 ]  |
| ----- | ------------------------ | ------- | ----------------- | ------- | ------- |

## جوائز الغرامي
تقام حفل توزيع جوائز الغرامي سنوياً من قبل الأكاديمية الوطنية لتسجيل الفنون والعلوم. تلقت ريانا 7 جوائز من 23 ترشيحاً.
| السنة | البلد المضيف                           | الترشيح                                            | الفئة       | النتيجة | المصادر |
| 2008  |                                        | أمبريلا (مع جي-زي)                                 | تسجيل السنة | رُشِّح     | [ 91 ]  |
| 2008  | أفضل تعاون راب/أداء                    | أمبريلا (مع جي-زي)                                 | فوز         |         | [ 91 ]  |
| 2008  | هيت ذات آي لوف يو (مع ني-يو)           | أفضل أداء آر أند بي من قبل ثنائي أو مجموعة مع غناء | رُشِّح         |         | [ 91 ]  |
| 2008  | دونت ستوب ذا ميوزك                     | أفضل تسجيل دانس                                    | رُشِّح         |         | [ 91 ]  |
| 2009  | دستربيا                                | أفضل تسجيل دانس                                    | رُشِّح         | [ 93 ]  |         |
| 2009  | إف آي نفر سي يور فيس أقين (مع مارون 5) | أفضل تعاون بوب مع غناء                             | رُشِّح         | [ 93 ]  |         |
| 2009  | قوود قيرل قون باد لايف                 | أفضل فيديو مصور على شكل طويل                       | رُشِّح         | [ 93 ]  |         |
| 2010  | رن ذس تاون (مع جي-زي وكاني ويست)       | أفضل أغنية راب                                     | فوز         | [ 94 ]  |         |
| 2010  | رن ذس تاون (مع جي-زي وكاني ويست)       | أفضل تعاون راب/أداء                                | فوز         | [ 94 ]  |         |
| 2011  | لوف ذا واي يو لاي (مع إمينم)           | أفضل تعاون راب/أداء                                | رُشِّح         | [ 95 ]  |         |
| 2011  | لوف ذا واي يو لاي (مع إمينم)           | تسجيل السنة                                        | رُشِّح         | [ 95 ]  |         |
| 2011  | لوف ذا واي يو لاي (مع إمينم)           | أفضل فيديو مصور على شكل قصير                       | رُشِّح         | [ 95 ]  |         |
| 2011  | أونلي قيرل (إن ذا وورلد)               | أفضل تسجيل دانس                                    | فوز         | [ 95 ]  |         |
| 2011  | ريكوفري (كفنان مشترك)                  | ألبوم السنة                                        | رُشِّح         | [ 95 ]  |         |
| 2012  | لاود                                   | ألبوم السنة                                        | رُشِّح         | [ 96 ]  |         |
| 2012  | لاود                                   | أفضل ألبوم بوب صوتي                                | رُشِّح         | [ 96 ]  |         |
| 2012  | واتز ماي نيم؟ (مع دريك)                | أفضل تعاون راب/أداء                                | رُشِّح         | [ 96 ]  |         |
| 2012  | أول أوف ذا لايتز (مع كاني ويست)        | أفضل تعاون راب/أداء                                | فوز         | [ 96 ]  |         |
| 2013  | تاك ذات تاك (مع جي-زي)                 | أفضل تعاون راب/أداء                                | رُشِّح         | [ 97 ]  |         |
| 2013  | وير هاف يو بين                         | أفضل أداء بوب منفرد                                | رُشِّح         | [ 97 ]  |         |
| 2013  | وي فوند لوف (مع كالفن هارس)            | أفضل فيديو مصور على شكل قصير                       | فوز         | [ 97 ]  |         |
| 2014  | ستاي (مع مكي إكو)                      | أفضل أداء بوب ثنائي/مجموعة                         | رُشِّح         | [ 98 ]  |         |
| 2014  | أنبولجتك                               | أفضل ألبوم آيربان معاصر                            | فوز         | [ 98 ]  |         |
| ----- | -------------------------------------- | -------------------------------------------------- | ----------- | ------- | ------- |

## جوائز آي إف بي
لإتحاد الدولي للصناعة الفونوغرافية هي منظمة عالمية غير ربحية تعنى بصناعة الموسيقى التسجيلية، تأسسست عام 1933 ومقرها سويسرا.

### جوائز آي إف بي آي لشهادات البلاتينيوم الأوروبية
تلقت ريانا سبعة جوائز.
| السنة | البلد المضيف      | الترشيح        | الفئة        | النتيجة | المصادر |
| 2007  |                   | آ قيرل لايك مي | 1× بلاتينيوم | فوز     | [ 99 ]  |
| 2007  | قوود قيرل قون باد | 3× بلاتينيوم   | فوز          |         | [ 99 ]  |
| 2010  | ريتيد آر          | 1× بلاتينيوم   | فوز          | [ 100 ] |         |
| 2010  | لاود              | 1× بلاتينيوم   | فوز          | [ 100 ] |         |
| 2011  | لاود              | 2× بلاتينيوم   | فوز          | [ 101 ] |         |
| 2011  | لاود              | 3× بلاتينيوم   | فوز          | [ 101 ] |         |
| 2011  | تاك ذات تاك       | 1× بلاتينيوم   | فوز          | [ 101 ] |         |
| ----- | ----------------- | -------------- | ------------ | ------- | ------- |

### جوائز آي إف بي آي الشرق الأوسط
تلقت ريانا أربعة جوائز.
| السنة | البلد المضيف | الترشيح           | الفئة        | النتيجة | المصادر |
| 2010  |              | قوود قيرل قون باد | 1× بلاتينيوم | فوز     | [ 102 ] |
| 2010  | ريتيد آر     | قولد              | فوز          |         | [ 102 ] |
| 2010  | لاود         | قولد              | فوز          |         | [ 102 ] |
| 2011  | لاود         | قولد              | فوز          | [ 103 ] |         |
| ----- | ------------ | ----------------- | ------------ | ------- | ------- |

### جوائز آي إف بي آي لأفضل الألبومات مبيعاً في هونغ كونغ
تلقت ريانا جائزة واحدة.
| السنة | البلد المضيف | الترشيح        | الفئة                           | النتيجة | المصادر |
| 2006  |              | آ قيرل لايك مي | أفضل عشرة إصدارات مبيعاً، عالمياً | فوز     | [ 104 ] |
| ----- | ------------ | -------------- | ------------------------------- | ------- | ------- |

## جوائز موسيقى الدانس العالمية
تم تأسيس الموسيقى الشتوية في عام 1985. بل هو جزء من مؤتمر الموسيقى الشتوية، تستمر أسبوعاً من الموسيقى الالكترونية الحديثة تعقد سنوياً. تلقت ريانا ستة جوائز من 25 ترشيحاً.
| السنة | البلد المضيف                     | الترشيح                          | الفئة                   | النتيجة | المصادر |
| 2006  |                                  | بون دي ريبلاي                    | أفضل أغنية دانس لاتينية | رُشِّح     | [ 105 ] |
| 2006  | أفضل أغنية آر أند بي/آيربان دانس | بون دي ريبلاي                    | رُشِّح                     |         | [ 105 ] |
| 2006  | أفضل أغنية راب/هيب هوب دانس      | بون دي ريبلاي                    | رُشِّح                     |         | [ 105 ] |
| 2006  | ريانا (نفسها)                    | أفضل فنان دانس منفرد جديد        | رُشِّح                     |         | [ 105 ] |
| 2007  | ريانا (نفسها)                    | أفضل فنان دانس منفرد             | رُشِّح                     | [ 106 ] |         |
| 2007  | إس أو إس                         | أفضل أغنية بوب دانس              | رُشِّح                     | [ 106 ] |         |
| 2008  | أمبريلا (مع جي-زي)               | أفضل أغنية بوب دانس              | رُشِّح                     | [ 107 ] |         |
| 2008  | أمبريلا (مع جي-زي)               | أفضل أغنية آر أند بي/آيربان دانس | فوز                     | [ 107 ] |         |
| 2008  | ريانا (نفسها)                    | أفضل فنان دانس (منفرد)           | رُشِّح                     | [ 107 ] |         |
| 2009  | دستربيا                          | أفضل أغنية آر أند بي/آيربان دانس | فوز                     | [ 108 ] |         |
| 2009  | دستربيا                          | أفضل أغنية بوب دانس              | رُشِّح                     | [ 108 ] |         |
| 2010  | هارد (مع يونغ جيزي)              | أفضل أغنية آر أند بي/آيربان دانس | رُشِّح                     | [ 109 ] |         |
| 2010  | رن ذس تاون (مع جي-زي وكاني ويست) | أفضل أغنية هيب هوب دانس          | رُشِّح                     | [ 109 ] |         |
| 2011  | أونلي قيرل (إن ذا وورلد)         | أفضل أغنية بوب دانس              | رُشِّح                     | [ 110 ] |         |
| 2011  | أونلي قيرل (إن ذا وورلد)         | أفضل أغنية آر أند بي/آيربان دانس | فوز                     | [ 110 ] |         |
| 2011  | هوز ذات تشيك؟ (مع ديفد جتا)      | أفضل أغنية آر أند بي/آيربان دانس | رُشِّح                     | [ 110 ] |         |
| 2011  | لوف ذا واي يو لاي                | أفضل أغنية راب/هيب هوب دانس      | رُشِّح                     | [ 110 ] |         |
| 2011  | ريانا (نفسها)                    | أفضل فنان (منفرد)                | رُشِّح                     | [ 110 ] |         |
| 2012  | وي فوند لوف (مع كالفن هارس)      | أفضل أغنية آر أند بي/آيربان دانس | فوز                     | [ 111 ] |         |
| 2012  | وي فوند لوف (مع كالفن هارس)      | أفضل فيديو مصور                  | رُشِّح                     | [ 111 ] |         |
| 2012  | وي فوند لوف (مع كالفن هارس)      | أفضل أغنية تجارية/بوب دانس       | فوز                     | [ 111 ] |         |
| 2012  | أول أوف ذا لايتز (مع كاني ويست)  | أفضل أغنية راب/هيب هوب دانس      | رُشِّح                     | [ 111 ] |         |
| 2012  | ريانا (نفسها)                    | أفضل فنان (منفرد)                | رُشِّح                     | [ 111 ] |         |
| 2013  | ريانا (نفسها)                    | أفضل فنان (منفرد)                | رُشِّح                     | [ 112 ] |         |
| 2013  | وير هاف يو بين                   | أفضل أغنية آر أند بي/آيربان دانس | فوز                     | [ 112 ] |         |
| ----- | -------------------------------- | -------------------------------- | ----------------------- | ------- | ------- |

## جائزة القرص الذهبي الياباني
جائزة القرص الذهبي الياباني، بدأت في عام 1987، تكرم الفنانين وأعمالهم التي أسهمت إسهاماً كبيراً على أساس معايير موضوعية مع المبيعات الفعلية في تطوير صناعة تسجيل الموسيقى في كل عام، هي جائزة موسيقية تسمح لعشاق الموسيقى بالاعتراف بهذا الإنجاز. تلقت ريانا جائزة واحدة من ترشيح واحد.
| السنة | البلد المضيف | الترشيح       | الفئة          | النتيجة | المصادر |
| 2006  |              | ريانا (نفسها) | أفضل فنان جديد | فوز     | [ 113 ] |
| ----- | ------------ | ------------- | -------------- | ------- | ------- |

## جوائز جونو
يتم عرض جوائز جونو سنوياً لتكريم الفنانين والفرق الكنديين للاعتراف بإنجازاتهم الفنية والتقنية في جوانب الموسيقى. تلقت ريانا جائزة واحدة من ترشيحين.
| السنة | البلد المضيف | الترشيح           | الفئة                | النتيجة | المصادر |
| 2008  |              | قوود قيرل قون باد | ألبوم السنة - عالمياً | فوز     | [ 114 ] |
| 2012  | لاود         | رُشِّح               | ألبوم السنة - عالمياً | [ 115 ] |         |
| ----- | ------------ | ----------------- | -------------------- | ------- | ------- |

## جائزة أغنية السنة
أغنية السنة هو حفل توزيع جوائز يقام سنوياً في فرنسا. تلقت ريانا ترشيح واحد.
| السنة | البلد المضيف | الترشيح  | الفئة       | النتيجة | المصادر |
| 2012  |              | دايموندز | أغنية السنة | رُشِّح     | [ 116 ] |
| ----- | ------------ | -------- | ----------- | ------- | ------- |

## جوائز 40 برينسبالس
جوائز 40 برينسبالس هو حفل توزيع جوائز من قبل محطة راديو 40 برينسبالس. تلقت ريانا جائزة واحدة من سبعة ترشيحات.
| السنة | البلد المضيف  | الترشيح            | الفئة             | النتيجة | المصادر |
| 2007  |               | أمبريلا (مع جي-زي) | أفضل أغنية عالمية | فوز     | [ 117 ] |
| 2010  | ريانا (نفسها) | أفضل فنان عالمي    | رُشِّح               | [ 118 ] |         |
| 2011  | ريانا (نفسها) | أفضل فنان عالمي    | رُشِّح               | [ 119 ] |         |
| 2011  | إس أند إم     | أفضل أغنية عالمية  | رُشِّح               | [ 119 ] |         |
| 2012  | تاك ذات تاك   | أفضل ألبوم عالمي   | رُشِّح               | [ 120 ] |         |
| 2013  | ريانا (نفسها) | أفضل فنان عالمي    | رُشِّح               | [ 121 ] |         |
| 2013  | أنبولجتك      | أفضل ألبوم عالمي   | رُشِّح               | [ 121 ] |         |
| ----- | ------------- | ------------------ | ----------------- | ------- | ------- |

## جوائز 40 برينسبالس أمريكا
جوائز 40 برينسبالس أمريكا هي نسخة أمريكا اللاتينية من جوائز 40 برينسبالس. تلقت ريانا ترشيحين.
| السنة | البلد المضيف   | الترشيح           | الفئة           | النتيجة | المصادر |
| 2012  |                | ريانا (نفسها)     | أفضل فنان عالمي | رُشِّح     | [ 122 ] |
| 2012  | وير هاف يو بين | أفضل أغنية عالمية | رُشِّح             |         | [ 122 ] |
| ----- | -------------- | ----------------- | --------------- | ------- | ------- |

## جوائز ميتيور الموسيقية الأيرلندية
جوائز ميتيور الموسيقية الأيرلندية هي جائزة تمنح المتخصصين في صناعة الموسيقى في أيرلندا وأبعد من ذلك. تلقت ريانا ترشيحين.
| السنة | البلد المضيف | الترشيح       | الفئة             | النتيجة | المصادر |
| 2008  |              | ريانا (نفسها) | أفضل فنانة عالمية | رُشِّح     | [ 123 ] |
| 2009  | رُشِّح          | ريانا (نفسها) | أفضل فنانة عالمية | [ 124 ] |         |
| ----- | ------------ | ------------- | ----------------- | ------- | ------- |

## جوائز موبو
أنشئت موسيقى أسود الأصل، جوائز موبو، في عام 1995 من قبل كانيا كنق إم بي إي وأندي روفل. تلقت ريانا ثلاث جوائز من سبعة ترشيحات.
| السنة | البلد المضيف       | الترشيح         | الفئة               | النتيجة | المصادر |
| 2006  |                    | ريانا (نفسها)   | أفضل فنان آر أند بي | فوز     | [ 125 ] |
| 2007  | أفضل فنان عالمي    | ريانا (نفسها)   | فوز                 | [ 126 ] |         |
| 2007  | أمبريلا (مع جي-زي) | أفضل فيديو      | رُشِّح                 | [ 126 ] |         |
| 2008  | ريانا (نفسها)      | أفضل فنان عالمي | رُشِّح                 | [ 127 ] |         |
| 2010  | ريانا (نفسها)      | أفضل فنان عالمي | رُشِّح                 | [ 128 ] |         |
| 2011  | ريانا (نفسها)      | أفضل فنان عالمي | فوز                 | [ 129 ] |         |
| 2012  | ريانا (نفسها)      | أفضل فنان عالمي | رُشِّح                 | [ 130 ] |         |
| ----- | ------------------ | --------------- | ------------------- | ------- | ------- |

## جوائز إم بي 3 الموسيقية
أنشئت جوائز إم بي 3 الموسيقية في عام 2007 لتكريم الفنانين وجودة مشغلات الإم بي 3 وتجار التجزئة. تلقت ريانا جائزتين من أربعة ترشيحات.
| السنة | البلد المضيف                    | الترشيح                   | الفئة               | النتيجة | المصادر |
| 2010  |                                 | رشن روليت                 | أفضل / أنثى / مغنية | رُشِّح     | [ 131 ] |
| 2011  | أول أوف ذا لايتز (مع كاني ويست) | هيب هوب / آر أند بي / راب | فوز                 | [ 132 ] |         |
| 2011  | تشيرز (درنك تو ذات)             | أفضل / أنثى / مغنية       | رُشِّح                 | [ 132 ] |         |
| 2012  | وير هاف يو بين                  | أفضل / أنثى / مغنية       | فوز                 | [ 133 ] |         |
| ----- | ------------------------------- | ------------------------- | ------------------- | ------- | ------- |

## جوائز إم تي في

### جوائز إم تي في للأغاني المصورة
حفل توزيع جوائز إم تي في للأغاني المصورة، وتسمى أيضاً في إم إي، يتم عرضه من قبل شبكة الكابل إم تي في. تلقت ريانا 4 جوائز من 30 ترشيحاً.
| السنة | البلد المضيف                            | الترشيح             | الفئة                   | النتيجة | المصادر |
| 2006  |                                         | إس أو إس            | أفضل فنان جديد في فيديو | رُشِّح     | [ 134 ] |
| 2006  | اختيار المشاهد                          | إس أو إس            | رُشِّح                     |         | [ 134 ] |
| 2007  | أمبريلا (مع جي-زي)                      | فيديو السنة         | فوز                     | [ 135 ] |         |
| 2007  | أمبريلا (مع جي-زي)                      | فنانة السنة         | رُشِّح                     | [ 135 ] |         |
| 2007  | أمبريلا (مع جي-زي)                      | أغنية السنة المدمرة | فوز                     | [ 135 ] |         |
| 2007  | أمبريلا (مع جي-زي)                      | أفضل إخراج          | رُشِّح                     | [ 135 ] |         |
| 2008  | تيك آ باو                               | أفضل فيديو لأنثى    | رُشِّح                     | [ 136 ] |         |
| 2008  | تيك آ باو                               | أفضل إخراج          | رُشِّح                     | [ 136 ] |         |
| 2009  | لف يور لايف (مع تي.آي.)                 | أفضل فيديو لذكر     | فوز                     | [ 137 ] |         |
| 2010  | رود بوي                                 | أفضل مونتاج         | رُشِّح                     | [ 138 ] |         |
| 2011  | لوف ذا واي يو لاي (مع إمينم)            | أفضل فيديو لذكر     | رُشِّح                     | [ 139 ] |         |
| 2011  | لوف ذا واي يو لاي (مع إمينم)            | أفضل إخراج          | رُشِّح                     | [ 139 ] |         |
| 2011  | لوف ذا واي يو لاي (مع إمينم)            | أفضل تصوير سينمائي  | رُشِّح                     | [ 139 ] |         |
| 2011  | لوف ذا واي يو لاي (مع إمينم)            | أفضل فيديو مع رسالة | رُشِّح                     | [ 139 ] |         |
| 2011  | أوف أوف ذا لايتز (مع كاني ويست وكد كدي) | أفضل فيديو لذكر     | رُشِّح                     | [ 139 ] |         |
| 2011  | أوف أوف ذا لايتز (مع كاني ويست وكد كدي) | أفضل فيديو هيب-هوب  | رُشِّح                     | [ 139 ] |         |
| 2011  | أوف أوف ذا لايتز (مع كاني ويست وكد كدي) | أفضل تعاون          | رُشِّح                     | [ 139 ] |         |
| 2011  | أوف أوف ذا لايتز (مع كاني ويست وكد كدي) | أفضل مونتاج         | رُشِّح                     | [ 139 ] |         |
| 2012  | وي فوند لوف (مع كالفن هاريس)            | فيديو السنة         | فوز                     | [ 140 ] |         |
| 2012  | وي فوند لوف (مع كالفن هاريس)            | أفضل فيديو لأنثى    | رُشِّح                     | [ 140 ] |         |
| 2012  | وي فوند لوف (مع كالفن هاريس)            | أفضل فيديو بوب      | رُشِّح                     | [ 140 ] |         |
| 2012  | تيك كير (مع دريك)                       | فيديو السنة         | رُشِّح                     | [ 140 ] |         |
| 2012  | تيك كير (مع دريك)                       | أفضل فيديو لذكر     | رُشِّح                     | [ 140 ] |         |
| 2012  | تيك كير (مع دريك)                       | أفضل إخراج فني      | رُشِّح                     | [ 140 ] |         |
| 2012  | تيك كير (مع دريك)                       | أفضل تصوير سينمائي  | رُشِّح                     | [ 140 ] |         |
| 2012  | برنسس أوف تشاينا (مع كولدبلاي)          | أفضل إخراج          | رُشِّح                     | [ 140 ] |         |
| 2012  | برنسس أوف تشاينا (مع كولدبلاي)          | أفضل تصوير سينمائي  | رُشِّح                     | [ 140 ] |         |
| 2012  | وير هاف يو بين                          | أفضل تصميم رقص      | رُشِّح                     | [ 140 ] |         |
| 2012  | وير هاف يو بين                          | أفضل مؤثرات بصرية   | رُشِّح                     | [ 140 ] |         |
| 2013  | ستاي (مع مكي إكو)                       | أفضل فيديو لأنثى    | رُشِّح                     | [ 141 ] |         |
| ----- | --------------------------------------- | ------------------- | ----------------------- | ------- | ------- |

### جوائز إم تي في للأغاني المصورة اليابانية
جوائز إم تي في للأغاني المصورة اليابانية هي النسخة اليابانية من جوائز إم تي في للأغاني المصورة. تلقت ريانا 3 جوائز من 13 ترشيحاً.
| السنة | البلد المضيف                 | الترشيح              | الفئة                   | النتيجة | المصادر |
| 2006  |                              | بون دي ريبلاي        | أفضل فنان جديد في فيديو | فوز     | [ 142 ] |
| 2007  | إس أو إس                     | أفضل فيديو بوب       | رُشِّح                     | [ 143 ] |         |
| 2008  | أمبريلا (مع جي-زي)           | فيديو السنة          | رُشِّح                     | [ 144 ] |         |
| 2009  | لف يور لايف (مع تي.آي.)      | أفضل فيديو هيب-هوب   | رُشِّح                     | [ 145 ] |         |
| 2009  | لف يور لايف (مع تي.آي.)      | أفضل تعاون           | رُشِّح                     | [ 145 ] |         |
| 2010  | رشن روليت                    | أفضل فيديو لأنثى     | رُشِّح                     | [ 146 ] |         |
| 2011  | أونلي قيرل (إن ذا وورلد)     | أفضل فيديو لأنثى     | رُشِّح                     | [ 147 ] |         |
| 2011  | أونلي قيرل (إن ذا وورلد)     | أفضل فيديو آر أند بي | فوز                     | [ 147 ] |         |
| 2011  | لوف ذا واي يو لاي (مع إمينم) | أفضل تعاون           | فوز                     | [ 147 ] |         |
| 2012  | وي فوند لوف (مع كالفن هاريس) | أفضل فيديو لأنثى     | رُشِّح                     | [ 148 ] |         |
| 2012  | وي فوند لوف (مع كالفن هاريس) | أفضل فيديو بوب       | رُشِّح                     | [ 148 ] |         |
| 2013  | دايموندز                     | أفضل فيديو لأنثى     | رُشِّح                     | [ 149 ] |         |
| 2013  | دايموندز                     | أفضل فيديو آر أند بي | رُشِّح                     | [ 149 ] |         |
| ----- | ---------------------------- | -------------------- | ----------------------- | ------- | ------- |

### جوائز إم تي في الموسيقية الأوروبية
أنشئت جوائز إم تي في الموسيقية الأوروبية «إي إم أي» في عام 1994 من قبل شبكة إم تي في الأوروبية للاحتفال بأشرطة الفيديو الموسيقية الأكثر شعبية في أوروبا. تلقت ريانا 3 جوائز من 23 ترشيحاً.
| السنة | البلد المضيف       | الترشيح                      | الفئة             | النتيجة | المصادر |
| 2005  |                    | ريانا (نفسها)                | أفضل فنان جديد    | رُشِّح     | [ 150 ] |
| 2006  |                    | ريانا (نفسها)                | أفضل آر أند بي    | فوز     | [ 151 ] |
| 2006  | إس أو إس           | أفضل أغنية                   | رُشِّح               |         | [ 151 ] |
| 2007  |                    | ريانا (نفسها)                | الآيربان المفضل   | فوز     | [ 152 ] |
| 2007  | أفضل منفرد         | ريانا (نفسها)                | رُشِّح               |         | [ 152 ] |
| 2007  | أمبريلا (مع جي-زي) | الأغنية الأكثر إدماناً        | رُشِّح               |         | [ 152 ] |
| 2008  |                    | ريانا (نفسها)                | أفضل فنان في 2008 | رُشِّح     | [ 153 ] |
| 2010  |                    | لوف ذا واي يو لاي (مع إمينم) | أفضل فيديو        | رُشِّح     | [ 154 ] |
| 2010  | أفضل أغنية         | لوف ذا واي يو لاي (مع إمينم) | رُشِّح               |         | [ 154 ] |
| 2010  | أفضل أغنية         | رود بوي                      | رُشِّح               |         | [ 154 ] |
| 2010  | ريانا (نفسها)      | أفضل أنثى                    | رُشِّح               |         | [ 154 ] |
| 2010  | ريانا (نفسها)      | أفضل بوب                     | رُشِّح               |         | [ 154 ] |
| 2011  | ريانا (نفسها)      | أفضل بوب                     |                   | رُشِّح     | [ 155 ] |
| 2012  |                    | وي فوند لوف (مع كالفن هاريس) | أفضل أغنية        | رُشِّح     | [ 156 ] |
| 2012  | أفضل فيديو         | وي فوند لوف (مع كالفن هاريس) | رُشِّح               |         | [ 156 ] |
| 2012  | ريانا (نفسها)      | أفضل أنثى                    | رُشِّح               |         | [ 156 ] |
| 2012  | ريانا (نفسها)      | أفضل بوب                     | رُشِّح               |         | [ 156 ] |
| 2012  | ريانا (نفسها)      | أكبر معجبين                  | رُشِّح               |         | [ 156 ] |
| 2012  | ريانا (نفسها)      | أفضل مظهر                    | رُشِّح               |         | [ 156 ] |
| 2012  | ريانا (نفسها)      | أفضل فنان في العالم          | رُشِّح               |         | [ 156 ] |
| 2012  | ريانا (نفسها)      | أفضل فنان في أمريكا الشمالية | فوز               |         | [ 156 ] |
| 2013  |                    | دايموندز                     | أفضل أغنية        | رُشِّح     | [ 157 ] |
| 2013  | ريانا (نفسها)      | أفضل مظهر                    | رُشِّح               |         | [ 157 ] |
| ----- | ------------------ | ---------------------------- | ----------------- | ------- | ------- |

### جوائز إم تي في الموسيقية الأفريقية
أنشئت جوائز إم تي في الموسيقية الأفريقية في عام 2008 من قبل شبكة إم تي في الأفريقية للاحتفال بالموسيقى الأكثر شعبية في أفريقيا. تلقت ريانا ترشيحين.
| السنة | البلد المضيف | الترشيح       | الفئة          | النتيجة | المصادر |
| 2008  |              | ريانا (نفسها) | أفضل آر أند بي | رُشِّح     | [ 158 ] |
| 2010  | أفضل عالمي   | ريانا (نفسها) | رُشِّح            | [ 159 ] |         |
| ----- | ------------ | ------------- | -------------- | ------- | ------- |

### جوائز إم تي في الآسيوية
أنشئت جوائز إم تي في الآسيوية في عام 2002. يقوم الحفل بتكريم فنانين آسيويين وعالميين في إنجاز السينما، الأزياء، والموسيقى. تلقت ريانا ترشيح واحد.
| السنة | البلد المضيف | الترشيح            | الفئة      | النتيجة | المصادر |
| 2008  |              | أمبريلا (مع جي-زي) | أفضل تعاون | رُشِّح     | [ 160 ] |
| ----- | ------------ | ------------------ | ---------- | ------- | ------- |

### جوائز إم تي في الأسترالية
بدأت جوائز إم تي في الأسترالية في عام 2005 ويعتبر أول حفل أسترالي يحتفل بالفنانين المحليين والعالميين. تلقت ريانا جائزة واحدة من ثلاث ترشيحات.
| السنة | البلد المضيف            | الترشيح       | الفئة           | النتيجة | المصادر |
| 2006  |                         | بون دي ريبلاي | أفضل فيديو دانس | رُشِّح     | [ 161 ] |
| 2007  | إس أو إس                | تحميل السنة   | رُشِّح             | [ 162 ] |         |
| 2009  | لف يور لايف (مع تي.آي.) | أفضل تعاون    | فوز             | [ 163 ] |         |
| ----- | ----------------------- | ------------- | --------------- | ------- | ------- |

### جوائز إم تي في تي آر إل الإيطالية
أنشئت جوائز تي آر إل في عام 2006 من قبل إم تي في الإيطالية للاحتفال بالفنانين الأكثر شعبية والأشرطة المصورة في إيطاليا. تلقت ريانا سبعة ترشيحات.
| السنة | البلد المضيف                    | الترشيح                  | الفئة         | النتيجة | المصادر |
| 2008  |                                 | ريانا (نفسها)            | السيدة الأولى | رُشِّح     | [ 164 ] |
| 2008  | أمبريلا (مع جي-زي)              | أفضل مركز أول لهذه السنة | رُشِّح           |         | [ 164 ] |
| 2009  | نوكيا: قائمة التشغيل لهذا الجيل | ريهاب                    | رُشِّح           |         | [ 164 ] |
| 2011  | ريانا (نفسها)                   | جائزة هوت أند سكسي       | رُشِّح           |         | [ 164 ] |
| 2011  | ريانا (نفسها)                   | جائزة أكثر من اللازم     | رُشِّح           |         | [ 164 ] |
| 2011  | ريانا (نفسها)                   | جائزة المرأة العجيبة     | رُشِّح           |         | [ 164 ] |
| 2012  | ريانا (نفسها)                   | جائزة المرأة العجيبة     | رُشِّح           |         | [ 164 ] |
| ----- | ------------------------------- | ------------------------ | ------------- | ------- | ------- |

### جوائز إم تي في بلاتينيوم لأكثر فيديو تم عرضه
جوائز إم تي في بلاتينيوم لأكثر فيديو تم عرضه على شبكة إم تي في الموسيقية في جميع أنحاء العالم. تلقت ريانا 16 جائزة.
| السنة | البلد المضيف                   | الترشيح         | الفئة     | النتيجة | المصادر |
| 2008  |                                | شت أب أند درايف | بلاتينيوم | فوز     | [ 165 ] |
| 2008  | أمبريلا (مع جي-زي)             | فوز             | بلاتينيوم |         | [ 165 ] |
| 2008  | دونت ستوب ذا ميوزك             | قولد            | فوز       |         | [ 165 ] |
| 2009  | دستربيا                        | بلاتينيوم       | فوز       | [ 166 ] |         |
| 2009  | تيك آ باو                      | بلاتينيوم       | فوز       | [ 166 ] |         |
| 2009  | لف يور لايف (مع تي.آي.)        | قولد            | فوز       | [ 166 ] |         |
| 2010  | رود بوي                        | بلاتينيوم مزدوج | فوز       | [ 167 ] |         |
| 2010  | لوف ذا واي يو لاي (مع إمينم)   | بلاتينيوم       | فوز       | [ 167 ] |         |
| 2010  | رشن روليت                      | بلاتينيوم       | فوز       | [ 167 ] |         |
| 2011  | كاليفورنيا كنق بيد             | بلاتينيوم       | فوز       | [ 168 ] |         |
| 2011  | إس أند إم                      | بلاتينيوم       | فوز       | [ 168 ] |         |
| 2011  | واتز ماي نيم؟ (مع دريك)        | بلاتينيوم       | فوز       | [ 168 ] |         |
| 2011  | هوز ذات تشيك؟ (مع دفيد جتا)    | بلاتينيوم       | فوز       | [ 168 ] |         |
| 2012  | برنسس أوف تشاينا (مع كولدبلاي) | بلاتينيوم       | فوز       | [ 169 ] |         |
| 2012  | وي فوند لوف (مع كالفن هاريس)   | بلاتينيوم       | فوز       | [ 169 ] |         |
| 2012  | وير هاف يو بين                 | بلاتينيوم       | فوز       | [ 169 ] |         |
| ----- | ------------------------------ | --------------- | --------- | ------- | ------- |

### جوائز أو الموسيقية
جوائز أو الموسيقية هو حفل توزيع جوائز من قبل فياكوم لتكريم الموسيقى، والتكنولوجيا والتي تربط بينهما. تلقت ريانا خمسة ترشيحات.
| السنة | البلد المضيف                                    | الترشيح                 | الفئة       | النتيجة | المصادر |
| 2011  |                                                 | ريانا نافي              | أفضل معجبين | رُشِّح     | [ 170 ] |
| 2011  | شاي روني 2: روني أند كلايد (مع ذا لونلي آيلاند) | أطرف موسيقى قصيرة       | رُشِّح         |         | [ 170 ] |
| 2011  | فـ**ـك ياه ريانا                                | تمبلر فـ**ـك ياه        | رُشِّح         |         | [ 170 ] |
| 2011  | كات فايت (مع كايتي بيري)                        | الصورة المتحركة المفضلة | رُشِّح         |         | [ 170 ] |
| 2012  | أفضل فنان مع كاميرا جوال                        | ريانا (نفسها)           | رُشِّح         | [ 171 ] |         |
| ----- | ----------------------------------------------- | ----------------------- | ----------- | ------- | ------- |

### جوائز إم تي في يو وودي
تبث إم تي في يو هذه الجوائز سنوياً، جوائز وودي، والتي تنص على «التصويت من قبل طلاب الجامعات». تلقت ريانا جائزة واحدة.
| السنة | البلد المضيف | الترشيح                      | الفئة               | النتيجة | المصادر |
| 2012  |              | وي فوند لوف (مع كالفن هاريس) | تأثير إي دي إم وودي | فوز     | [ 172 ] |
| ----- | ------------ | ---------------------------- | ------------------- | ------- | ------- |

### جوائز إم تي في للأغاني المصورة اللاتينية
جوائز إم تي في للأغاني المصورة اللاتينية هي النسخة اللاتينية من جوائز إم تي في للأغاني المصورة. تلقت ريانا جائزة واحدة من خمسة ترشيحات.
| السنة | البلد المضيف           | الترشيح                 | الفئة                   | النتيجة | المصادر |
| 2006  |                        | ريانا (نفسها)           | أفضل فنان جديد - عالمياً | رُشِّح     | [ 173 ] |
| 2007  | أفضل فنان بوب - عالمياً | ريانا (نفسها)           | رُشِّح                     | [ 174 ] |         |
| 2007  | أمبريلا (مع جي-زي)     | أغنية السنة             | رُشِّح                     | [ 174 ] |         |
| 2008  | ريانا (نفسها)          | أفضل فنان بوب - عالمياً  | رُشِّح                     | [ 175 ] |         |
| 2008  | ريانا (نفسها)          | جائزة أفضل أزياء - أنثى | فوز                     | [ 175 ] |         |
| ----- | ---------------------- | ----------------------- | ----------------------- | ------- | ------- |

## جوائز متش للأغاني المصورة
جوائز متش للأغاني المصورة هي جائزة سنوية التي تقدمها القناة الموسيقية الكندية متش ميوزك لتكريم أفضل أشرطة الفيديو لهذا العام. تلقت ريانا 3 جوائز من 18 ترشيحاً.
| السنة | البلد المضيف                          | الترشيح                          | الفئة                   | النتيجة | المصادر |
| 2006  |                                       | إس أو إس                         | أفضل فيديو عالمي - فنان | فوز     | [ 176 ] |
| 2006  | اختيار الجمهور: الفنان العالمي المفضل | إس أو إس                         | رُشِّح                     |         | [ 176 ] |
| 2007  | أمبريلا (مع جي-زي)                    | أفضل فيديو عالمي - فنان          | رُشِّح                     | [ 177 ] |         |
| 2008  | أمبريلا (مع جي-زي)                    | الفيديو الأكثر مشاهدة            | فوز                     | [ 178 ] |         |
| 2008  | دونت ستوب ذا ميوزك                    | المفضل لديك: فيديو عالمي         | فوز                     | [ 178 ] |         |
| 2008  | دونت ستوب ذا ميوزك                    | أفضل فيديو عالمي - فنان          | رُشِّح                     | [ 178 ] |         |
| 2009  | لف يور لايف (مع تي.آي.)               | أفضل فيديو عالمي - فنان          | رُشِّح                     | [ 179 ] |         |
| 2010  | رود بوي                               | أفضل فيديو عالمي - فنان          | رُشِّح                     | [ 180 ] |         |
| 2011  | لوف ذا واي يو لاي (مع إمينم)          | أفضل فيديو عالمي - فنان          | رُشِّح                     | [ 181 ] |         |
| 2011  | لوف ذا واي يو لاي (مع إمينم)          | الفيديو الأكثر مشاهدة            | رُشِّح                     | [ 181 ] |         |
| 2011  | لوف ذا واي يو لاي (مع إمينم)          | المفضل لديك: فيديو عالمي         | رُشِّح                     | [ 181 ] |         |
| 2011  | أونلي قيرل (إن ذا وورلد)              | أفضل فيديو عالمي - فنان          | رُشِّح                     | [ 181 ] |         |
| 2011  | أونلي قيرل (إن ذا وورلد)              | الفيديو الأكثر مشاهدة            | رُشِّح                     | [ 181 ] |         |
| 2011  | هوز ذات تشيك؟ (مع دفيد جتا)           | أفضل فيديو عالمي - فنان          | رُشِّح                     | [ 181 ] |         |
| 2012  | وي فوند لوف (مع كالفن هاريس)          | أفضل فيديو عالمي - فنان          | رُشِّح                     | [ 182 ] |         |
| 2012  | تيك كير (مع دريك)                     | أفضل فيديو عالمي من قبل كندي     | رُشِّح                     | [ 182 ] |         |
| 2012  | ريانا (نفسها)                         | المفضل لديك: فنان أو فرقة عالمية | رُشِّح                     | [ 182 ] |         |
| 2013  | دايموندز                              | أفضل فيديو عالمي - فنان          | رُشِّح                     | [ 183 ] |         |
| ----- | ------------------------------------- | -------------------------------- | ----------------------- | ------- | ------- |

## جوائز إم واي إكس الموسيقية
حفل توزيع جوائز إم واي إكس الموسيقية تكرم أكبر الفنانين في الفلبين، تم عرض لأول مرة على قناة إم واي إكس في الحزام الأخضر في 6 يونيو، 2006. تلقت ريانا ترشيحين.
| السنة | البلد المضيف                 | الترشيح            | الفئة                         | النتيجة | المصادر |
| 2008  |                              | أمبريلا (مع جي-وي) | الفيديو المصور العالمي المفضل | رُشِّح     | [ 184 ] |
| 2011  | لوف ذا واي يو لاي (مع إمينم) | رُشِّح                | الفيديو المصور العالمي المفضل | [ 185 ] |         |
| ----- | ---------------------------- | ------------------ | ----------------------------- | ------- | ------- |

## جوائز صور إن أي أي سي بي
حفل توزيع جوائز صور إن أي أي سي بي هي التي تقدم سنوياً من قبل الرابطة الوطنية الأمريكية لتقدم للملونين تكريماً للشخصيات البارزة في السينما، والتلفزيون، والموسيقى، والأدب. تلقت ريانا ستة ترشيحات.
| السنة | البلد المضيف                | الترشيح                               | الفئة            | النتيجة | المصادر |
| 2008  |                             | أمبريلا (مع جي-وي)                    | الأغنية المتميزة | رُشِّح     | [ 186 ] |
| 2009  | ريانا (نفسها)               | الفنانة المتميزة                      | رُشِّح              | [ 187 ] |         |
| 2010  | ريانا (نفسها)               | الفنانة المتميزة                      | رُشِّح              | [ 188 ] |         |
| 2010  | ريانا (مع جي-زي وكاني ويست) | الثنائي، المجموعة، أو التعاون المتميز | رُشِّح              | [ 188 ] |         |
| 2011  | ريانا (مع إمينم)            | الثنائي، المجموعة، أو التعاون المتميز | رُشِّح              | [ 189 ] |         |
| 2011  | ريانا (نفسها)               | الفنانة المتميزة                      | رُشِّح              | [ 189 ] |         |
| ----- | --------------------------- | ------------------------------------- | ---------------- | ------- | ------- |

## جوائز إن مي إي
جوائز إن مي إي هي جوائز موسيقية سنوية في المملكة المتحدة، التي تأسست من قبل مجلة الموسيقى، إن مي إي (نيو ميوزكال اكسبرس). تلقت ريانا ترشيح واحد.
| السنة | البلد المضيف | الترشيح       | الفئة                | النتيجة | المصادر |
| 2008  |              | ريانا (نفسها) | المرأة الأكثر جاذبية | رُشِّح     | [ 190 ] |
| ----- | ------------ | ------------- | -------------------- | ------- | ------- |

## جوائز إن آر جي الموسيقية
جوائز إن آر جي الموسيقية، أنشئت في عام 2000 من خلال محطة الراديو الفرنسية إن آر جي، تقدم فئات مختلفة من الجوائز للموسيقيين. تلقت ريانا 6 جوائز من 19 ترشيحاً.
| السنة | البلد المضيف                 | الترشيح           | الفئة                           | النتيجة | المصادر |
| 2007  |                              | ريانا (نفسها)     | أفضل فنان عالمي جديد لهذه السنة | رُشِّح     | [ 191 ] |
| 2007  | أنفيثفل                      | أفضل أغنية عالمية | فوز                             |         | [ 191 ] |
| 2008  | ريانا (نفسها)                | أفضل فنانة عالمية | رُشِّح                             | [ 192 ] |         |
| 2008  | دونت ستوب ذا ميوزك           | أفضل أغنية عالمية | فوز                             | [ 192 ] |         |
| 2008  | قوود قيرل قون باد            | أفضل ألبوم عالمي  | رُشِّح                             | [ 192 ] |         |
| 2009  | دستربيا                      | أفضل أغنية عالمية | فوز                             | [ 193 ] |         |
| 2009  | ريانا (نفسها)                | أفضل فنانة عالمية | رُشِّح                             | [ 193 ] |         |
| 2010  | ريانا (نفسها)                | أفضل فنانة عالمية | فوز                             | [ 194 ] |         |
| 2011  | ريانا (نفسها)                | أفضل فنانة عالمية | رُشِّح                             | [ 195 ] |         |
| 2011  | ريانا وإمينم                 | أفضل ثنائي عالمي  | رُشِّح                             | [ 195 ] |         |
| 2011  | لوف ذا واي يو لاي (مع إمينم) | أفضل أغنية عالمية | رُشِّح                             | [ 195 ] |         |
| 2011  | لوف ذا واي يو لاي (مع إمينم) | فيديو السنة       | رُشِّح                             | [ 195 ] |         |
| 2012  | ريانا (نفسها)                | أفضل فنانة عالمية | فوز                             | [ 196 ] |         |
| 2012  | وي فوند لوف (مع كالفن هارس)  | أفضل أغنية عالمية | رُشِّح                             | [ 196 ] |         |
| 2013  | ريانا (نفسها)                | أفضل فنانة عالمية | فوز                             | [ 197 ] |         |
| 2013  | دايموندز                     | أفضل أغنية عالمية | رُشِّح                             | [ 197 ] |         |
| 2013  | وير هاف يو بين               | فيديو السنة       | رُشِّح                             | [ 197 ] |         |
| 2014  | ريانا (نفسها)                | أفضل فنانة عالمية | رُشِّح                             | [ 198 ] |         |
| ----- | ---------------------------- | ----------------- | ------------------------------- | ------- | ------- |

## جوائز نكلوديون

### جائزة اختيار الأطفال نكلوديون
جوائز اختيار الأطفال نكلوديون هي جوائز سنوية تقام في أواخر شهر مارس أو أبريل، ويتم تنظيم الحفل من قبل قناة نكلوديون وتذاع على الهواء مباشرة حيث يتم تكريم الأطفال المتميزون في التلفزيون والسينما والموسيقى. تلقت ريانا ترشيحين.
| السنة | البلد المضيف       | الترشيح         | الفئة           | النتيجة | المصادر |
| 2009  |                    | ريانا (نفسها)   | الفنانة المفضلة | رُشِّح     | [ 199 ] |
| 2009  | دونت ستوب ذا ميوزك | الأغنية المفضلة | رُشِّح             |         | [ 199 ] |
| ----- | ------------------ | --------------- | --------------- | ------- | ------- |

### جائزة اختيار الأطفال نكلوديون الأسترالية
النسخة الأسترالية. تلقت ريانا ثلاث ترشيحات.
| السنة | البلد المضيف       | الترشيح               | الفئة                 | النتيجة | المصادر |
| 2006  |                    | ريانا (نفسها)         | الفنان العالمي المفضل | رُشِّح     | [ 200 ] |
| 2007  | أمبريلا (مع جي-زي) | الأغنية المفضلة       | رُشِّح                   | [ 201 ] |         |
| 2008  | ريانا (نفسها)      | الفنان العالمي المفضل | رُشِّح                   | [ 202 ] |         |
| ----- | ------------------ | --------------------- | --------------------- | ------- | ------- |

### جائزة اختيار الأطفال نكلوديون البريطانية
النسخة البريطانية. تلقت ريانا ترشيحين.
| السنة | البلد المضيف       | الترشيح            | الفئة                               | النتيجة | المصادر |
| 2007  |                    | أمبريلا (مع جي-زي) | أفضل فيديو مصور من قبل إم تي في هتز | رُشِّح     | [ 203 ] |
| 2008  | دونت ستوب ذا ميوزك | رُشِّح                | أفضل فيديو مصور من قبل إم تي في هتز | [ 204 ] |         |
| ----- | ------------------ | ------------------ | ----------------------------------- | ------- | ------- |

## جوائز اختيار الجمهور
جوائز اختيار الجمهور هو حفل جوائز يقيم سنوي للسينما والتلفزيون والموسيقى وتتم طريقة التصويت عن طريقة الجمهور. تلقت ريانا 7 جوائز من 13 ترشيحاً.
| السنة | البلد المضيف                     | الترشيح               | الفئة                 | النتيجة | المصادر |
| 2008  |                                  | شت أب أند درايف       | أغنية آر أند بي مفضلة | فوز     | [ 205 ] |
| 2009  | ريانا (نفسها)                    | فنانة مفضلة           | رُشِّح                   | [ 206 ] |         |
| 2009  | تيك آ باو                        | أغنية آر أند بي مفضلة | رُشِّح                   | [ 206 ] |         |
| 2009  | دستربيا                          | أغنية بوب مفضلة       | رُشِّح                   | [ 206 ] |         |
| 2010  | رن ذس تاون (مع جي-زي وكاني ويست) | تعاون موسيقي مفضل     | فوز                   | [ 207 ] |         |
| 2010  | لف يور لايف (مع تي.آي.)          | تعاون موسيقي مفضل     | رُشِّح                   | [ 207 ] |         |
| 2011  | ريانا (نفسها)                    | فنانة بوب مفضلة       | فوز                   | [ 208 ] |         |
| 2011  | لوف ذا واي يو لاي (مع إمينم)     | أغنية مفضلة           | فوز                   | [ 208 ] |         |
| 2011  | لوف ذا واي يو لاي (مع إمينم)     | فيديو مصور مفضل       | فوز                   | [ 208 ] |         |
| 2012  | ريانا (نفسها)                    | فنانة بوب مفضلة       | رُشِّح                   | [ 209 ] |         |
| 2012  | ريانا (نفسها)                    | فنانة آر أند بي مفضلة | فوز                   | [ 209 ] |         |
| 2013  | ريانا (نفسها)                    | فنانة آر أند بي مفضلة | فوز                   | [ 210 ] |         |
| 2014  | ريانا (نفسها)                    | فنانة آر أند بي مفضلة | رُشِّح                   | [ 211 ] |         |
| ----- | -------------------------------- | --------------------- | --------------------- | ------- | ------- |

## جوائز أوي
جوائز أوي! تعرض سنوياً من قبل الأكاديمية الوطنية للموسيقى المكسيكية للإنجازات البارزة في صناعة الموسيقى المكسيكية. ريانا تلقت جائزة واحدة من ترشيح واحد.
| السنة | البلد المضيف | الترشيح  | الفئة                  | النتيجة | المصادر |
| 2013  |              | دايموندز | أغنية السنة الإتجليزية | فوز     | [ 212 ] |
| ----- | ------------ | -------- | ---------------------- | ------- | ------- |

## جوائز سول ترين الموسيقية
حفل توزيع جوائز سول ترين الموسيقية الذي يقول بتكريم الأفضل في موسيقى السود والترفيه. تلقت ريانا جائزتين من ثمانية ترشيحات.
| السنة | البلد المضيف                           | الترشيح                       | الفئة                         | النتيجة | المصادر |
| 2010  |                                        | لوف ذا واي يو لاي (مع إمينم)  | أفضل أغنية هيب-هوب لهذه السنة | فوز     | [ 213 ] |
| 2010  | رود بوي                                | أفضل أغنية آر أند بي          | رُشِّح                           |         | [ 213 ] |
| 2011  | مان داون                               | أفضل أداء كاريبي              | فوز                           | [ 214 ] |         |
| 2011  | أونلي قيرل (إن ذا وورلد)/واتز ماي نيم؟ | أفضل أداء دانس                | رُشِّح                           | [ 214 ] |         |
| 2011  | أول أوف ذا لايتز (مع كاني ويست)        | أفضل أغنية هيب-هوب لهذه السنة | رُشِّح                           | [ 214 ] |         |
| 2012  | وير هاف يو بين                         | أفضل أداء دانس                | رُشِّح                           | [ 215 ] |         |
| 2013  | أنبولجتك                               | ألبوم السنة                   | رُشِّح                           | [ 216 ] |         |
| 2013  | دايموندز                               | أغنية السنة                   | رُشِّح                           | [ 216 ] |         |
| ----- | -------------------------------------- | ----------------------------- | ----------------------------- | ------- | ------- |

## جوائز سويسرا الموسيقية
تمنح جوائز سويسرا الموسيقية سنوياً لأكثر الموسيقيين الناجحين في سويسرا. تلقت ريانا جائزة واحدة من ترشيح واحد.
| السنة | البلد المضيف | الترشيح            | الفئة             | النتيجة | المصادر |
| 2008  |              | أمبريلا (مع جي-زي) | أفضل أغنية عالمية | فوز     | [ 217 ] |
| ----- | ------------ | ------------------ | ----------------- | ------- | ------- |

## جوائز اختيار المراهقين
جوائز اختيار المراهقين هي جوائز سنوية تبث على شبكة فوكس، ويكرم إنجازات المراهقين في السنة ويكون فئات المرشحة هي الموسيقى والأفلام والرياضة والتلفزيون والموضة وغيرها. تلقت ريانا 5 جوائز من 32 ترشيحاً.
| السنة | البلد المضيف                    | الترشيح                                  | الفئة            | النتيجة | المصادر |
| 2006  |                                 | ريانا (نفسها)                            | أفضل فنانة جديدة | فوز     | [ 218 ] |
| 2006  | اختيار موسيقى: فنان آر أند بي   | ريانا (نفسها)                            | فوز              |         | [ 218 ] |
| 2006  | اختيار فنانة مثيرة              | ريانا (نفسها)                            | رُشِّح              |         | [ 218 ] |
| 2006  | إس أو إس                        | اختيار موسيقى: أغنية منفردة              | رُشِّح              |         | [ 218 ] |
| 2007  | ريانا (نفسها)                   | اختيار فنانة مثيرة                       | رُشِّح              | [ 219 ] |         |
| 2007  | ريانا (نفسها)                   | اختيار موسيقى: فنان آر أند بي            | فوز              | [ 219 ] |         |
| 2007  | ريانا (نفسها)                   | اختيار موسيقى: فنانة                     | رُشِّح              | [ 219 ] |         |
| 2007  | ريانا (نفسها)                   | اختيار فنان الصيف                        | رُشِّح              | [ 219 ] |         |
| 2007  | أمبريلا (مع جي-زي)              | اختيار موسيقى: أغنية منفردة              | رُشِّح              | [ 219 ] |         |
| 2007  | شت أب أند درايف                 | اختيار أغنية الصيف                       | رُشِّح              | [ 219 ] |         |
| 2008  | ريانا (نفسها)                   | اختيار موسيقى: فنان آر أند بي            | رُشِّح              | [ 220 ] |         |
| 2008  | ريانا (نفسها)                   | اختيار فنانة مثيرة                       | رُشِّح              | [ 220 ] |         |
| 2008  | ريانا (نفسها)                   | اختيار موسيقى: فنانة                     | رُشِّح              | [ 220 ] |         |
| 2008  | دونت ستوب ذا ميوزك              | اختيار موسيقى: فنان آر أند بي            | رُشِّح              | [ 220 ] |         |
| 2009  | لف يور لايف (مع تي.آي.)         | اختيار موسيقى: أفضل تعاون                | رُشِّح              | [ 221 ] |         |
| 2010  | ريانا (نفسها)                   | اختيار موسيقى: فنان آر أند بي            | رُشِّح              | [ 222 ] |         |
| 2010  | ريانا (نفسها)                   | اختيار فنان الصيف - أنثى                 | رُشِّح              | [ 222 ] |         |
| 2010  | ريتيد آر                        | اختيار موسيقى: ألبوم آر أند بي           | رُشِّح              | [ 222 ] |         |
| 2010  | لوف ذا واي يو لاي (مع إمينم)    | اختيار موسيقى: أغنية راب/هيب-هوب         | فوز              | [ 222 ] |         |
| 2011  | ريانا (نفسها)                   | اختيار موسيقى: فنانة                     | رُشِّح              | [ 223 ] |         |
| 2011  | أول أوف ذا لايتز (مع كاني ويست) | اختيار موسيقى: أغنية راب/هيب-هوب         | رُشِّح              | [ 223 ] |         |
| 2012  | ريانا (نفسها)                   | اختيار موسيقى: فنانة                     | رُشِّح              | [ 224 ] |         |
| 2012  | ريانا (نفسها)                   | اختيار فنان الصيف - أنثى                 | رُشِّح              | [ 224 ] |         |
| 2012  | ريانا (نفسها)                   | اختيار فنانة مثيرة                       | رُشِّح              | [ 224 ] |         |
| 2012  | ريانا (نفسها)                   | اختيار أفلام: أفضل ممثلة جديد (لباتلشيب) | فوز              | [ 224 ] |         |
| 2012  | تيك كير (مع دريك)               | اختيار موسيقى: أغنية منفردة من قبل ذكر   | رُشِّح              | [ 224 ] |         |
| 2012  | تيك كير (مع دريك)               | اختيار موسيقى: أغنية آر أند بي/هيب-هوب   | رُشِّح              | [ 224 ] |         |
| 2013  | ريانا (نفسها)                   | اختيار موسيقى: فنانة                     | رُشِّح              | [ 225 ] |         |
| 2013  | ريانا (نفسها)                   | اختيار فنان الصيف - أنثى                 | رُشِّح              | [ 225 ] |         |
| 2013  | ريانا (نفسها)                   | اختيار آخر: شخصية تويتر                  | رُشِّح              | [ 225 ] |         |
| 2013  | دايموندز                        | اختيار موسيقى: أغنية آر أند بي/هيب-هوب   | رُشِّح              | [ 225 ] |         |
| 2013  | ستاي (مع مكي إكو)               | اختيار موسيقى: أغنية انفصال              | رُشِّح              | [ 225 ] |         |
| ----- | ------------------------------- | ---------------------------------------- | ---------------- | ------- | ------- |

## جوائز أكاديمية الراديو
جوائز أكاديمية الراديو هي عبارة عن عدد من الأوسمة في كل عام، بما في ذلك الحث في قاعة مشاهير المملكة المتحدة، المنح الدراسية، وجائزة جون بيل للمساهمة المتميزة في إذاعة الموسيقى، جائزة الإنجاز مدى الحياة بي بي إل، وجائزة الإنجاز مدى الحياة المحلية والإقليمية والفنان الأكثر استماعاً على الراديو البريطاني. تلقت ريانا جائزتين من ترشيحين.
| السنة | البلد المضيف | الترشيح       | الفئة                                       | النتيجة | المصادر |
| 2008  |              | ريانا (نفسها) | الفنان الأكثر استماعاً على الراديو البريطاني | فوز     | [ 226 ] |
| 2012  | فوز          | ريانا (نفسها) | الفنان الأكثر استماعاً على الراديو البريطاني |         | [ 226 ] |
| ----- | ------------ | ------------- | ------------------------------------------- | ------- | ------- |

## تسجيل السنة
تسجيل السنة هي جائزة يتم التصويت من قبل الجمهور في المملكة المتحدة. بدأت الجائزة في عام 1998، تم عرضها على آي تي في لمدة ثماني سنوات قبل أن يتم إلغاء الحفل في عام 2006 بعد خلافات حول عنصر التصويت عبر الهاتف. منذ ذلك الحين فقد أصبح الاستطلاع على الإنترنت. تلقت ريانا خمسة ترشيحات.
| السنة | البلد المضيف                 | الترشيح  | الفئة       | النتيجة | المصادر |
| 2006  |                              | إس أو إس | تسجيل السنة | رُشِّح     | [ 227 ] |
| 2007  | أمبريلا (مع جي-زي)           | رُشِّح      | تسجيل السنة |         | [ 227 ] |
| 2008  | تيك آ باو                    | رُشِّح      | تسجيل السنة |         | [ 227 ] |
| 2010  | لوف ذا واي يو لاي (مع إمينم) | رُشِّح      | تسجيل السنة |         | [ 227 ] |
| 2011  | إس أند إم                    | رُشِّح      | تسجيل السنة |         | [ 227 ] |
| ----- | ---------------------------- | -------- | ----------- | ------- | ------- |

## جوائز آيربان الموسيقية
جوائز آيربان الموسيقية هي عبارة عن حفل توزيع جوائز هيب-هوب، آر أند بي، دانس وسول التي بدأت في عام 2003 والتي تعقد الآن في ستة بلدان سنوياً. تلقت ريانا 4 جوائز من 10 ترشيحات.
| السنة | البلد المضيف        | الترشيح            | الفئة               | النتيجة | المصادر |
| 2007  |                     | ريانا (نفسها)      | أفضل فنان آر أند بي | فوز     | [ 228 ] |
| 2007  | أنفيثفل             | أفضل فيديو مصور    | رُشِّح                 |         | [ 228 ] |
| 2008  |                     | ريانا (نفسها)      | أفضل فنان عالمي     | رُشِّح     | [ 229 ] |
| 2009  |                     | ريانا (نفسها)      | أفضل فنانة          | فوز     | [ 230 ] |
| 2009  | أفضل فنان آر أند بي | ريانا (نفسها)      | رُشِّح                 |         | [ 230 ] |
| 2009  | فنان السنة          | ريانا (نفسها)      | رُشِّح                 |         | [ 230 ] |
| 2009  | ريهاب               | أفضل فيديو مصور    | فوز                 |         | [ 230 ] |
| 2010  |                     | ريانا (نفسها)      | أفضل فنان عالمي     | رُشِّح     | [ 227 ] |
| 2012  | تاك ذات تاك         | أفضل ألبوم في 2012 | فوز                 | [ 231 ] |         |
| ----- | ------------------- | ------------------ | ------------------- | ------- | ------- |

## جوائز المملكة المتحدة للأغاني المصورة
جوائز المملكة المتحدة للأغاني المصورة هو حفل جوائز يعرض سنوياً للإبداع والتفوق التقني والابتكار في الموسيقى والفيديوهات المصورة للموسيقى. تلقت ريانا ترشيحين.
| السنة | البلد المضيف                 | الترشيح                      | الفئة                     | النتيجة | المصادر |
| 2011  |                              | لوف ذا واي يو لاي (مع إمينم) | أفضل فيديو آيربان - عالمي | رُشِّح     | [ 232 ] |
| 2012  | وي فوند لوف (مع كالفن هاريس) | أفضل فيديو بوب - عالمي       | رُشِّح                       | [ 233 ] |         |
| ----- | ---------------------------- | ---------------------------- | ------------------------- | ------- | ------- |

## جوائز في إتش 1 سول فايب
| السنة | البلد المضيف | الترشيح            | الفئة       | النتيجة | المصادر |
| 2007  |              | أمبريلا (مع جي-زي) | فيديو السنة | فوز     | [ 234 ] |
| ----- | ------------ | ------------------ | ----------- | ------- | ------- |

## جوائز يوتيوب الموسيقية
جوائز يوتيوب الموسيقية، هي جائزة موسيقية تقدم من خلال يوتيوب. تلقت ريانا ترشيحين.
| السنة | البلد المضيف | الترشيح       | الفئة      | النتيجة | المصادر |
| 2013  |              | ريانا (نفسها) | فنان السنة | رُشِّح     | [ 235 ] |
| 2013  | دايموندز     | ظاهرة يوتيوب  | رُشِّح        |         | [ 235 ] |
| ----- | ------------ | ------------- | ---------- | ------- | ------- |

## جوائز الموسيقى العالمية
جوائز الموسيقى العالمية (تم إنشائها في 1989) هو برنامج جوائز عالمي سنوي يكرم المغنيين وفقاً لحجم مبيعاتهم عالمياً. تلقت ريانا 4 جوائز من 8 ترشيحات.
| السنة | البلد المضيف                        | الترشيح       | الفئة                              | النتيجة | المصادر |
| 2006  |                                     | ريانا (نفسها) | أفضل فنان بربادوسي مبيعاً في العالم | فوز     | [ 236 ] |
| 2006  | أفضل فنان آر أند بي مبيعاً في العالم | ريانا (نفسها) | رُشِّح                                |         | [ 236 ] |
| 2007  | أفضل فنان آر أند بي مبيعاً في العالم | ريانا (نفسها) |                                    | فوز     | [ 237 ] |
| 2007  | أفضل فنان بوب مبيعاً في العالم       | ريانا (نفسها) | فوز                                |         | [ 237 ] |
| 2007  | مغني السنة                          | ريانا (نفسها) | فوز                                |         | [ 237 ] |
| 2008  | أفضل فنان آر أند بي مبيعاً في العالم | ريانا (نفسها) | رُشِّح                                | [ 238 ] |         |
| 2008  | أفضل فنان بوب مبيعاً في العالم       | ريانا (نفسها) | رُشِّح                                | [ 238 ] |         |
| 2010  | أفضل فنان بوب/روك في العالم         | ريانا (نفسها) | رُشِّح                                | [ 239 ] |         |
| ----- | ----------------------------------- | ------------- | ---------------------------------- | ------- | ------- |